# Wilhelm II van Duitsland

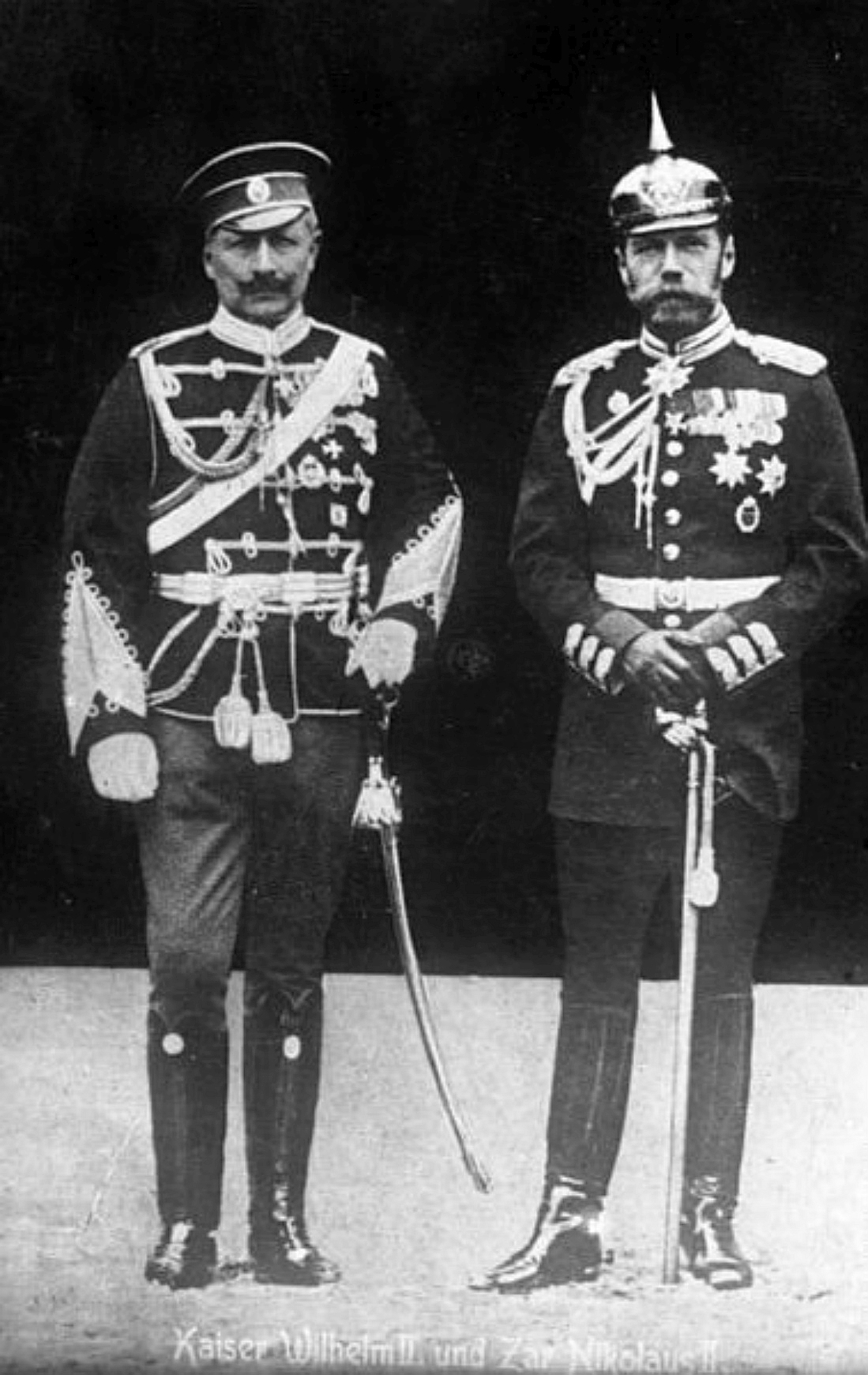
Wilhelm II (links) in Russisch huzaren-uniform naast tsaar Nicolaas II van Rusland in een Duits uniform toen de twee elkaar spraken in Björkö en een militair geheim verdrag sloten (1905), dat overigens nooit officieel bekrachtigd werd wegens het al bestaande, eveneens geheime, Frans-Russische verdrag.

Friedrich Wilhelm Viktor Albert von Preußen, in het Nederlands Frederik Willem Victor Albert van Pruisen (Berlijn, 27 januari 1859 – Doorn, 4 juni 1941) uit het Huis Hohenzollern was als Wilhelm II de laatste Duitse keizer (Duits: Kaiser) en koning van Pruisen. Hij was het erfelijke staatshoofd van het Duitse Keizerrijk en het koninkrijk Pruisen van 15 juni 1888 tot 9 november 1918. Deze periode in de Duitse geschiedenis wordt ook het wilhelminische tijdperk genoemd.

## Inleiding
Wilhelm II was de oudste kleinzoon van de Britse koningin Victoria en was verwant aan vele monarchen en prinsen van Europa. Hij werd gekroond in 1888, ontsloeg in 1890 Otto von Bismarck, die al sinds 1871 rijkskanselier was maar in Wilhelms ogen niet volgzaam genoeg was, en wilde van Duitsland, dat aan het eind van de 19e eeuw al een dominante positie op het continent had, een nog grotere mogendheid maken. Hij was temperamentvol en impulsief en deed daarom vaak tactloze en ondoordachte uitspraken die geregeld voor nationale en internationale ophef zorgden. Ook had hij moeite zijn plek te vinden in een monarchie waarin naast de keizer nog andere belangrijke politieke organen bestonden; regelmatig zocht hij de grenzen op van zijn constitutionele macht en overschreed die ook meer dan eens. Vóór 1900 domineerde hij de Duitse politiek grotendeels maar na de eeuwwisseling verminderde zijn invloed geleidelijk door zijn blunderende optreden en verschillende publieke en in de media breed uitgemeten schandalen rondom zijn persoon die zijn aanzien flink beschadigden, niet alleen in het buitenland maar vooral ook binnenslands. Bij het uitbreken van de Eerste Wereldoorlog in augustus 1914 had hij al betrekkelijk weinig invloed op de besluitvorming en aan het eind van deze oorlog was zijn generale staf de facto de werkelijke machthebber. Aan het eind van de oorlog in oktober-november 1918 werd duidelijk dat Duitsland deze strijd had verloren en brak in het land de Novemberrevolutie uit, die als resultaat had dat de monarchie werd afgeschaft en Duitsland een republiek werd. Wilhelm II werd afgezet en vluchtte op 10 november 1918 vanuit het Duitse hoofdkwartier in België, de stad Spa, waar hij zich op dat moment bevond, naar Nederland, waar hij troonsafstand deed. Hij zag Duitsland nooit meer terug en in 1941 overleed hij in zijn permanente verblijfsplaats Huis Doorn, waar hij bijgezet werd in een mausoleum. Zijn gebalsemde lichaam is er nog steeds aanwezig en zal pas naar Duitsland terugkeren wanneer dat land weer een monarchie is geworden - aldus de laatste wens van Wilhelm II.

## Biografie

### Familie
Wilhelm werd in 1859 geboren als oudste zoon van kroonprins Frederik van Pruisen, de latere Duitse keizer Frederik III en diens gemalin Victoria van Saksen-Coburg en Gotha, dochter van de Britse koningin Victoria. Als zodanig was hij een kleinzoon van koning Wilhelm I van Pruisen en Victoria. De latere Britse koning Eduard VII was zijn oom en diens opvolger George V was zijn Britse neef. Hij was tevens een neef van de Russische tsarina Alexandra Fjodorovna, de vrouw van tsaar Nicolaas II van Rusland die daarmee een aangetrouwde neef van Wilhelm was. Deze tsaar was overigens persoonlijk, via diens Deense moeder Dagmar van Denemarken, een verre verwant van Wilhelm. Nicolaas was echter via zijn overgrootmoeder van vaderskant een achterneef van Wilhelm II. De overgrootmoeder van Nicolaas Charlotte van Pruisen was namelijk een oudtante van Wilhelm II, Charlotte was de zuster van Wilhelms opa Wilhelm I van Duitsland.

### Jeugd
Doordat Wilhelm met een tangverlossing ter wereld kwam, als gevolg van een stuitligging, en daarbij zenuwen in zijn schouder werden beschadigd, was hij zijn leven lang licht gehandicapt; zijn linkerarm was vrijwel verlamd en bleef in groei achter ten opzichte van zijn rechterarm, een zogenoemde erbse parese. Op veel foto's van hem tracht Wilhelm zijn kleine arm enigszins uit het zicht te houden of te verbergen door hem vast te houden met zijn rechterhand. Zijn Engelse familie sprak altijd van "Willy's withered arm".
Hij werd in zijn jeugd gekweld door een minderwaardigheidscomplex vanwege zijn handicap. Van zijn moeder kreeg Wilhelm geen steun; ze beschouwde zijn handicap als 'walgelijk en schandelijk' en verkeerde tevens in de overtuiging dat hij ook geestelijk niet helemaal in orde zou zijn. Zij onderwierp de kleine Wilhelm aan een keihard regime van fysieke en intellectuele oefeningen. Daarvoor hadden zijn ouders, zoals gebruikelijk in adellijke kringen, een privéleraar aangesteld: de streng calvinistische pedagoog Georg Ernst Hinzpeter. Met harde hand ging deze de opvoeding van de kleine Wilhelm aan. Ondanks zijn handicap moest hij aan alle fysieke activiteiten meedoen en kreeg hij, naast harde massages, elektroshocktherapie. In zijn latere autobiografie vermeldde Wilhelm dat hij derhalve een 'moeilijke jeugd' had gehad. Desondanks ging hij goed vooruit. Zijn linkerarm bleef weliswaar achter in ontwikkeling, maar met zijn rechterarm compenseerde Wilhelm dat. Zijn sterke handdruk was berucht onder diplomaten en andere hoogwaardigheidsbekleders. Als aristocraat moest hij ook leren paardrijden, maar dat ging niet van een leien dakje. De kleine Wilhelm had er moeite mee om zijn evenwicht te bewaren en voortdurend viel hij van zijn paard, maar werd er even vaak, ondanks zijn smeekbeden aan Hinzpeter, weer op gezet. Na lange tijd lukte het hem zijn evenwicht te bewaren en hij werd uiteindelijk zelfs een goede ruiter. Volgens onder anderen zijn Britse neef George V was hij ondanks zijn gehandicapte linkerarm ook een opvallend goede schutter - zij het met een aangepast jachtgeweer. Wilhelm ging naar het Friedrichsgymnasium in Kassel en sloot dit met goed resultaat af. Daarna ging hij naar de universiteit van Bonn, waar hij lid werd van Corps Borussia Bonn, om rechten en politiek te studeren. In tegenstelling tot wat zijn moeder dacht was er met Wilhelms intellectuele vermogens niks mis. Met leren had hij niet veel moeite en hij sprak dan uiteindelijk naast Duits ook vloeiend Engels en Frans. Tijdens zijn latere ballingschap in Nederland leerde hij ook Nederlands. Wilhelm had een goed geheugen en buitenlandse diplomaten, ambassadeurs en politieke leiders die later met hem te maken kregen roemden zijn grote feitenkennis op uiteenlopende gebieden. Ook had hij grote interesse in natuurwetenschappen en techniek. Zijn grootste interesse ging uit naar geschiedenis, vooral die van Duitsland en de oudheid. Verder hield hij zich bezig met kunst en cultuur zoals schilderkunst en muziek. Als afsluiting van zijn opleiding ging hij naar de militaire academie.

### Karakter en persoonlijk leven
Wilhelm had gemengde gevoelens tegenover het Britse koningshuis. Hij hield van zijn grootmoeder Victoria, maar had een grote hekel aan zijn Engelse moeder en zijn oom Eduard VII. Hij had een grote bewondering voor de kracht en macht van het Britse Rijk, maar voelde ook jaloezie.

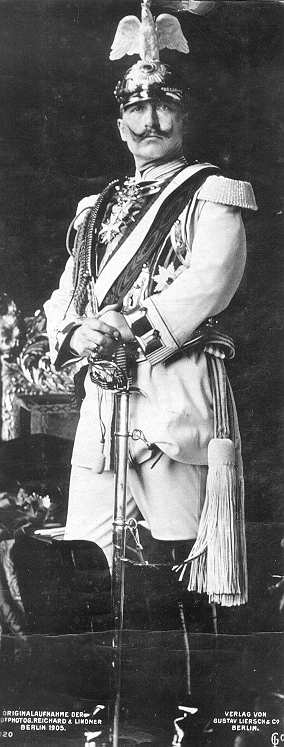
Wilhelm II poserend in een gala-uniform (1905). Op deze foto is goed te zien dat Wilhelms linkerarm korter was dan zijn rechterarm.

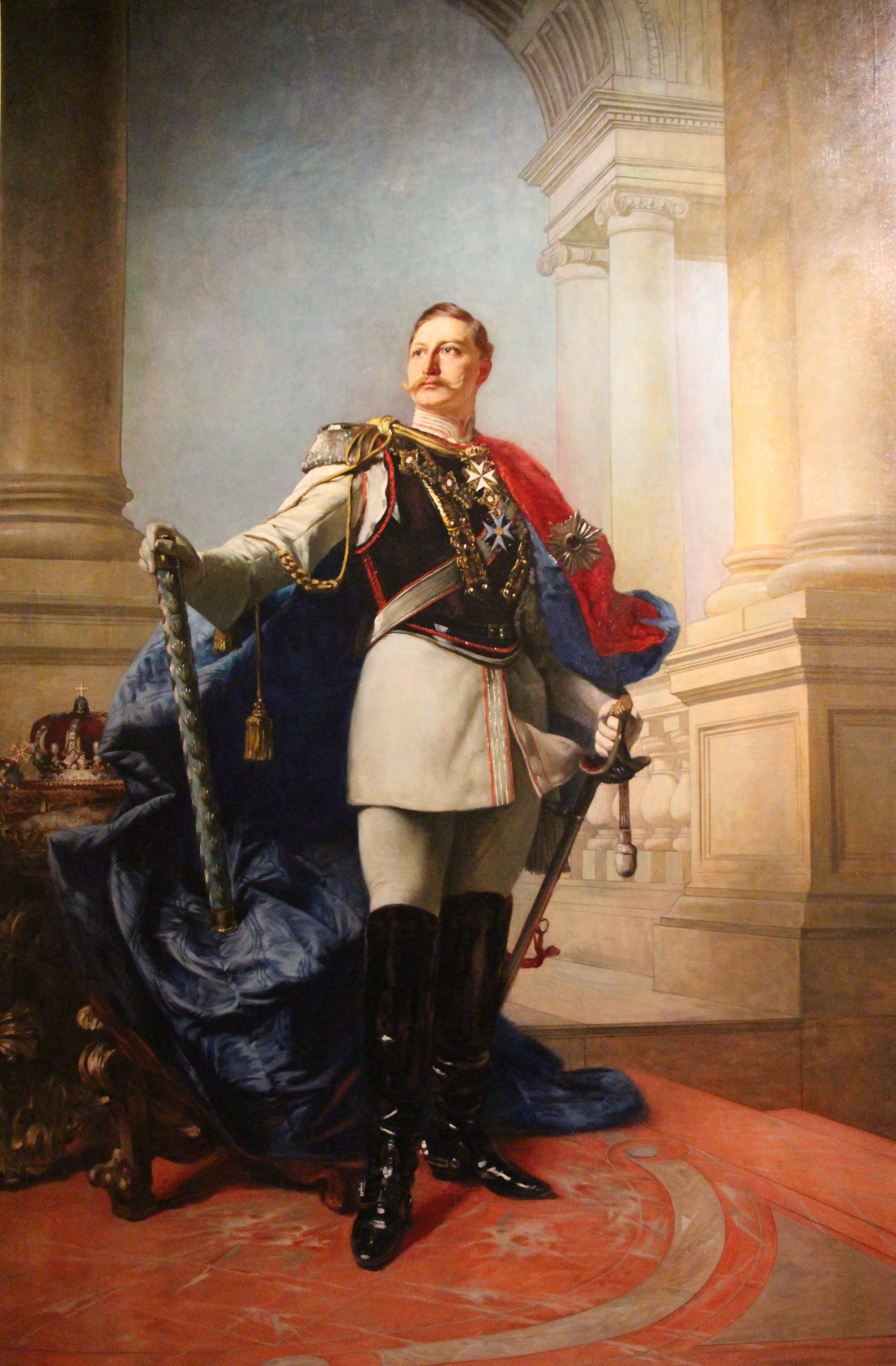
Barok portret van Wilhelm II in een theatrale pose; door schilder Max Kohner (1890)

Wilhelm was ijdel, theatraal, praalziek, impulsief en onnadenkend en tegelijkertijd ook verlegen, gevoelig en intelligent. In zijn openbare optreden uitte hij zich dikwijls in agressieve taal, maar als het op daden aankwam trok hij zijn handen af van delicate politieke en diplomatieke zaken die opgelost dienden te worden. Heel vaak veranderde zijn mening over personen of zijn standpunten in bepaalde kwesties van enthousiasme in grote afkeer, soms van de ene dag op de andere. Zijn beleid was dan ook zwalkend en volstrekt inconsequent. Wilhelm II verborg zijn onzekerheid achter een façade van meedogenloosheid en arrogantie. Tussen 1907 en 1909 kwam de Harden-Eulenburgaffaire aan het licht, een reeks van militaire en burgerlijke rechtszaken over vermeend homoseksueel gedrag door prominente leden van het kabinet en de entourage van keizer Wilhelm II. Philipp zu Eulenburg, een van de belangrijkste verdachten in deze processen was, al voor diens troonsbestijging, de beste vriend van Wilhelm II. Beiden maakten deel uit van een genootschap, waaraan later werd gerefereerd als de Liebenberger Kreis. Leden van dit genootschap waren allen Duitse edelen, waarvan aangenomen wordt dat de meesten homoseksueel waren. Ook keizer Wilhelm II, toen nog prins, maakte van deze kring deel uit. Vaak was Wilhelm te vinden op het kasteel van Philipp zu Eulenburg, waar hij de rust en liefde vond die hij tijdens zijn opvoeding had gemist. Na de Harden-Eulenburgaffaire was Wilhelm politiek beschadigd en moest mede daarom zijn vriend laten vallen. Daarna nam als beste vriend van de keizer, Maximilian Egon II von Fürstenberg, deze rol over.

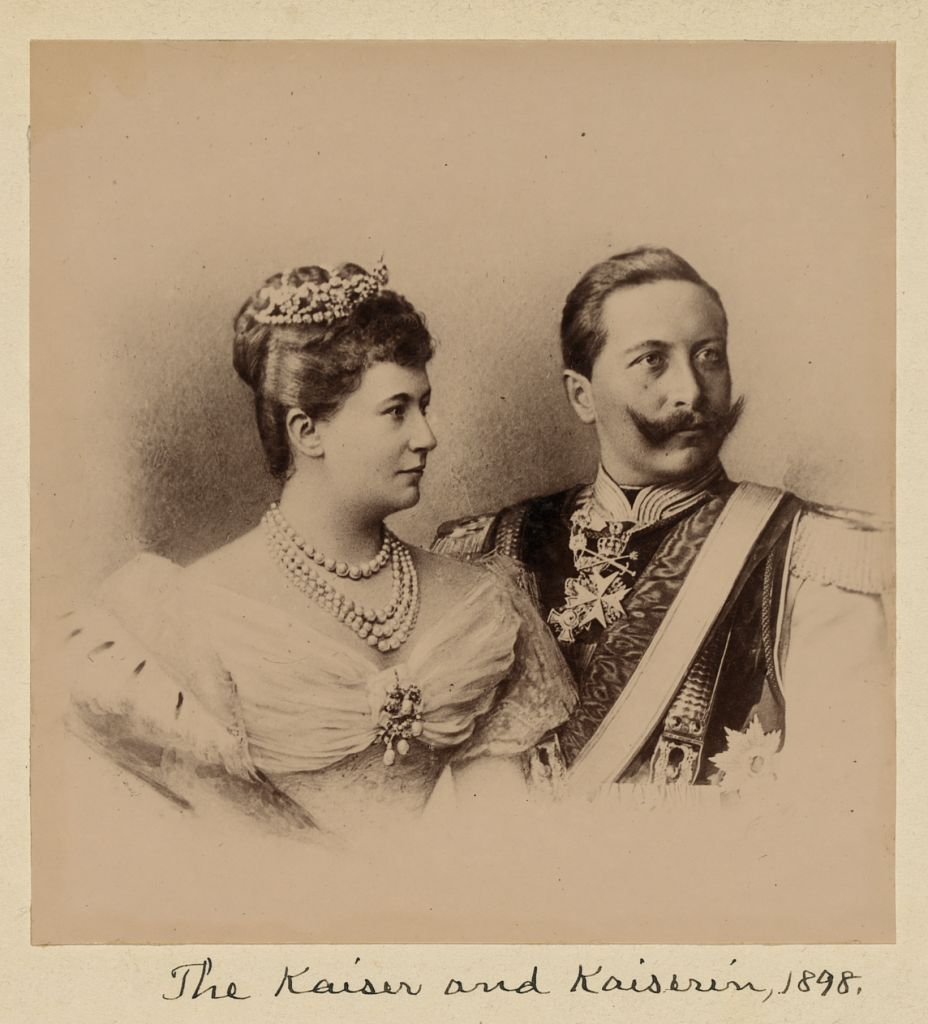
Wilhelm II en Augusta Victoria in 1898

Op 27 februari 1881 trad Wilhelm in het huwelijk met prinses Augusta Victoria van Sleeswijk-Holstein-Sonderburg-Augustenburg (1858-1921). Hoewel dit aanvankelijk een politiek huwelijk was - Sleeswijk-Holstein was pas sinds 1866 na oorlogen met Denemarken en Oostenrijk deel van het koninkrijk Pruisen en moest dus sterker aan de kroon gebonden worden -, werd het snel gekenmerkt door wederzijds respect en genegenheid. Ondanks dit huwelijk bleven roddels de ronde doen over Wilhelms appreciatie van het eigen geslacht, met name betreffende zijn vriend Philipp zu Eulenburg. Wat niet hielp om deze roddels tegen te gaan was dat Wilhelm de jarenlange vaste gewoonte had om in de zomer met een besloten gezelschap een vaarvakantie te houden in de Noorse fjorden. Opvallend was dat Wilhelm zich dan omringde met jonge en goed uitziende edelen en officieren en dat er geen vrouwen welkom waren bij dit gezelschap. Dit gaf ook stof voor de vele geruchten over de vermeende homoseksualiteit van Wilhelm en zijn entourage. Maar dit alles kan ook anti-propaganda van tegenstanders zijn geweest, want directe bewijzen voor deze aantijgingen zijn nooit geleverd.
In Pruisen, het belangrijkste land van het Duitse Keizerrijk, was vooral de aristocratie en het door de adel gedomineerde Pruisische leger belangrijk en iemand telde pas mee als hij connecties daarmee had. Het land was daardoor door en door militaristisch. Ook Wilhelm, opgevoed in deze Pruisisch conservatieve en militaire traditie, was een militarist pur sang en had daarmee ook een grote voorliefde voor uiterlijk militair vertoon, zoals het afnemen van de frequent gehouden militaire parades bij allerhande officiële gebeurtenissen en het uitdelen en verzamelen van medailles, vaandels en andere militaire eretekenen. Hij had vooral een levenslange grote passie voor uniformen en was aldus altijd gekleed in uniform. Daarbij droeg Wilhelm ook een snor met extravagant omhoog gekrulde punten (dit was tevens een dankbaar object voor spotprenten van de keizer). Hij had verschillende kleermakers in vaste dienst en een speciaal uniform voor elk denkbare gelegenheid. Vaak verkleedde hij zich tot wel zes keer per dag. Hij zou zelfs speciaal zijn admiraalsuniform hebben aangetrokken wanneer hij naar de opera Der fliegende Holländer ging. Het verhaal dat hij dit ook aantrok als hij naar het aquarium van de Berliner Zoo ging is waarschijnlijk maar een legende. Zelf had Wilhelm er plezier in om eigen fantasie-uniformen te ontwerpen, die hij bij sommige informele gelegenheden droeg. Hij hengelde verder actief naar erekolonelschappen in buitenlandse regimenten om daarmee ook de bijbehorende Engelse, Oostenrijkse, Spaanse, Russische en andere uniformen te verwerven.
Een andere liefhebberij van Wilhelm was de drijfjacht en dan met name het uit hun lijden verlossen van aangeschoten wilde zwijnen met een speciale speer, de Saufeder. Hij genoot van het applaus dat daarop volgde, hoewel een van zijn hovelingen deze activiteiten eens een "walgelijk en ontaard schouwspel" noemde. Tevens was hij dol op zeilen, was een verdienstelijk amateurschilder en hij had een aardige bariton: hij componeerde zelfs een - door de critici matig ontvangen - opera, Der Sang an Aegidia. Ook had Wilhelm interesse in wetenschap en techniek; hij liet zich op de hoogte houden van de laatste wetenschappelijke en technische ontwikkelingen en ging vaker zelf op bezoek bij o.a. de universiteit van Berlijn waar hij zich onderhield met vooraanstaande wetenschappers. Ook hield hij ervan technische beurzen en exposities te bezoeken en geregeld bestuurde hij persoonlijk de nieuwste automobielen van zijn uitgebreide wagenpark.
Wilhelm II werd soms betiteld als "Der Redekaiser", omdat hij te pas en te onpas geneigd was om een min of meer geïmproviseerde toespraak te houden bij allerlei gelegenheden. Een bekend voorbeeld is de beruchte Hunnenrede die hij afstak bij het vertrek van de militairen die in China de 'Bokseropstand' mede moesten neerslaan.

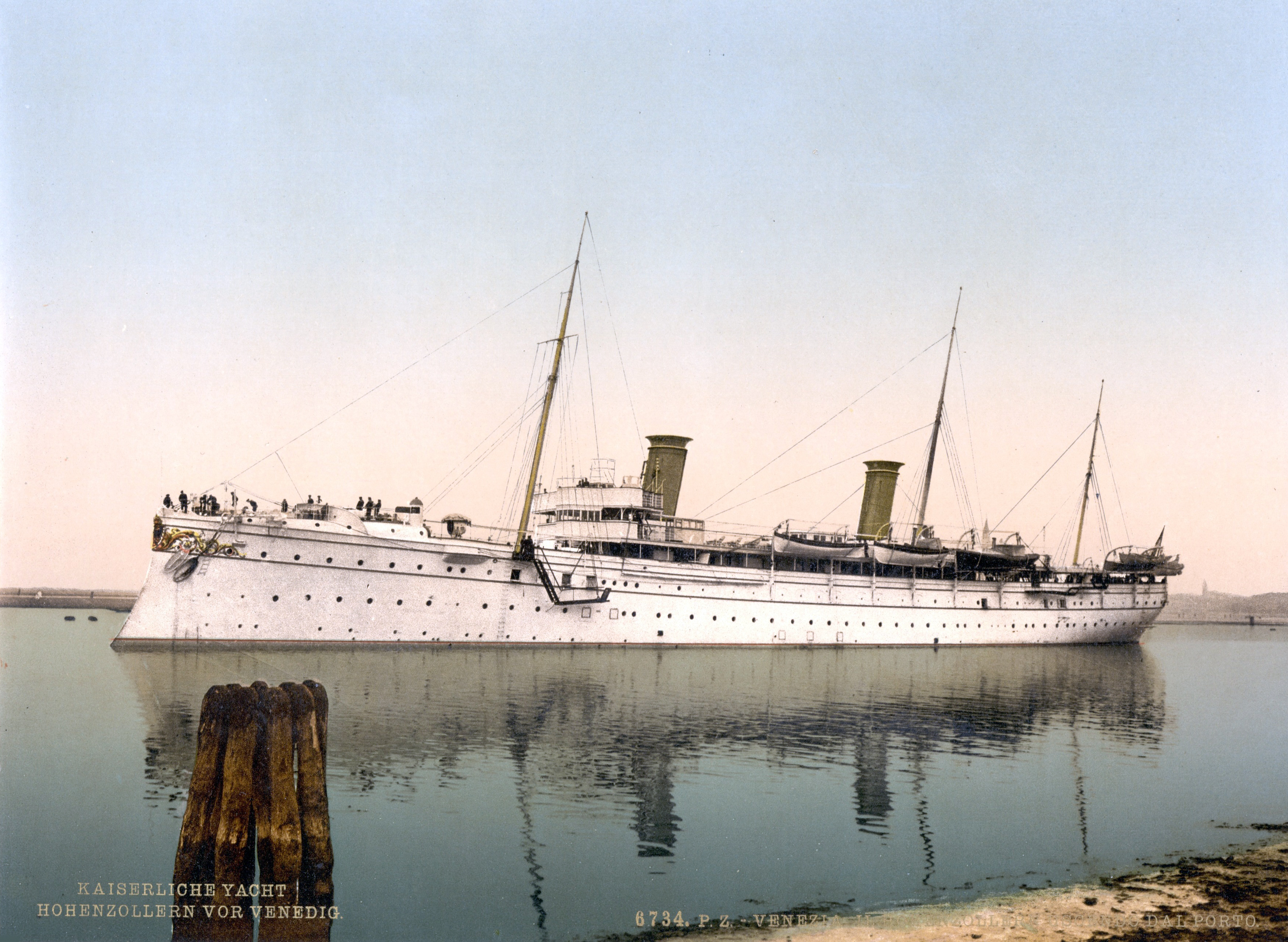
Het keizerlijke jacht Hohenzollern II verlaat de haven van Venetië (ingekleurde foto van rond 1895)

Wilhelm stond in Duitsland eveneens bekend als Wilhelm der Reisekaiser, omdat hij ervan hield om op reis te gaan. Hij reisde dikwijls rond door het keizerrijk en bezocht ook frequent zijn Britse verwanten in Groot-Brittannië. Op zijn jacht Hohenzollern II bevoer hij de Middellandse zee, de Noordzee en Oostzee en zelfs voer hij in 1905 naar Marokko waar hij de Marokkaanse koning bezocht en deze eer bracht als soeverein vorst over zijn land. Dit zorgde overigens voor een rel met Frankrijk, omdat de Fransen Noord-Afrika, inclusief Marokko, als hun territorium zagen waarover zij alleen zeggenschap hadden.
Wilhelm had minder 'positieve' karaktertrekken; hij kon niet tegen zijn verlies en zijn Generale Staf was er dan ook alles aan gelegen de opperbevelhebber te laten winnen bij de jaarlijkse Kaisermanöver. Dit waren groots opgezette militaire oefeningen om de paraatheid van het leger te testen in een oorlogsspel tussen twee partijen met schijnmanoeuvres waarbij de doorgestoken kaart was dat de partij van de keizer altijd de eerste prijs won. Wilhelms opvatting van humor was voornamelijk het uitvoeren van practical jokes; hij vond het bijvoorbeeld leuk om iemand een stevige hand te geven waarbij hij de ringen aan zijn hand naar binnen droeg, zodat de ander zich aan de ringstenen bezeerde. Wilhelm zelf had geen last van zeeziekte en hij vond het grappig om op zijn zeiljacht bij ruwe zee onverwacht een medepassagier, die zich al niet lekker voelde, flink in de maag te stompen, zodat die moest overgeven.
Volgens de historicus Golo Mann kan het karakter van Wilhelm II het best omschreven worden als dat van iemand 'met een grote mond, maar met een klein hart' en met het gedrag van een theatrale operettekoning, het liefst omgeven door een bombastische pracht en praal met hemzelf als het stralende middelpunt:
Hij was geen kwaad mens. Hij wilde geliefd zijn, geen leed veroorzaken. Tot bloeddorstige uitspraken liet hij zich verleiden; maar bloedig handelen lag hem helemaal niet. Handelen überhaupt niet. Hij was lui en genotzuchtig. Feestvieren, reizen, zich aan de mensen vertonen, hoog te paard zijn garde op manoeuvre-aanval leiden, met zijn gelijken tijdens vorstelijke banketten toosten uitwisselen, in de hof-loge zitten, opgedirkt als een pauw, met de blik op het publiek, zijn snor strijkend, genadiglijk stralend, dat was zijn natuur. En zo had hij het graag tot het eind van zijn dagen gedaan; het openbare leven een eeuwig, gouden, militair maar wel vredig schouwspel, en hij in het middelpunt.

### Regeerstijl

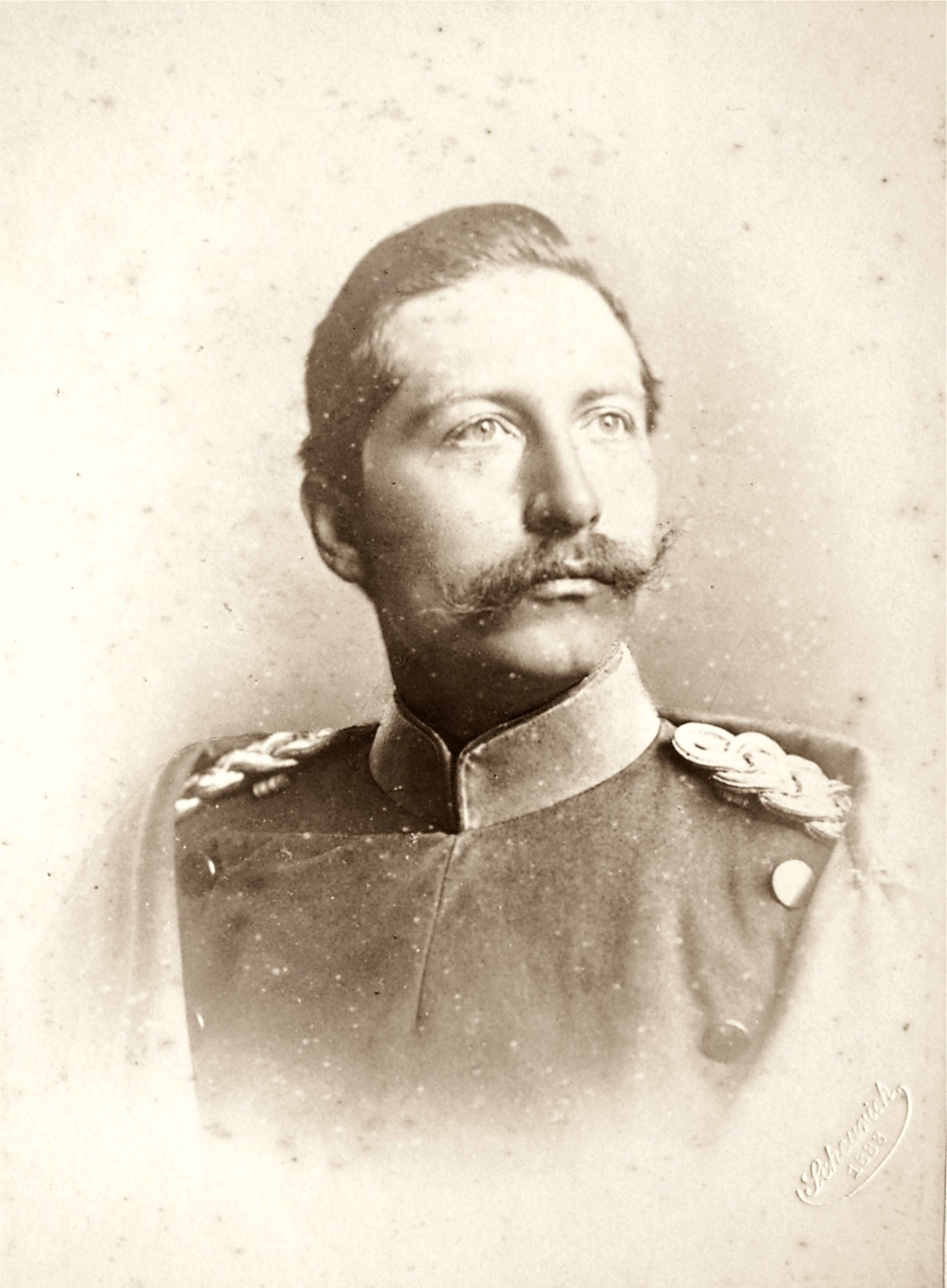
Wilhelm in 1888, het jaar van zijn troonsbestijging

Bij de dood van Wilhelm I op 9 maart 1888 werd Wilhelms vader keizer als Frederik III. Frederik had echter keelkanker en stierf in juni van datzelfde jaar, zodat Wilhelm als Wilhelm II de troon besteeg. Wilhelm had de dood van zijn vader al zien aankomen en had diens hele regeringsperiode van 99 dagen besteed aan het voorbereiden van zijn eigen keizerschap.
In Duitsland, in naam een constitutionele monarchie (maar in werkelijkheid een semi-constitutionele monarchie, waar de monarch meer macht heeft), met als erfelijk staatshoofd de keizer, bestond er een Rijksdag, gekozen door de mannelijke bevolking en een Bondsraad als vertegenwoordiging van de deelstaten. Wetten werden voorgesteld door de leden van de Rijksdag en moesten de toestemming van Rijksdag en Bondsraad samen hebben om van kracht te worden. Wilhelm was een aanhanger van het romantische, maar in zijn tijd al achterhaalde, idee van het droit divin, het goddelijk recht van een vorst om te regeren; hij was aan niemand anders dan God verantwoording verschuldigd en was daarom van mening dat een vorst ook soeverein moest kunnen regeren. Wilhelm had aldus niet veel op met de volksvertegenwoordiging in de Rijksdag dat hij denigrerend een "Affenhaus" (apenhuis) noemde. Voor een zelfstandige rol in de Duitse politiek gaf het semi-constitutionele regeringssysteem de keizer, in principe, de wettelijke ruimte en Wilhelm II maakte daarvan, in tegenstelling tot zijn grootvader Wilhelm I, ook gebruik. De Bondsraad, waar veelal leden van de conservatieve aristocratie zaten, was een conservatief bolwerk tegen de democratische Rijksdag, alleen al met de Pruisische stemmen, die meestal de wensen van Wilhelm vertolkten, en die bijna voldoende voor een veto waren. De rijkskanselier, de regeringsleider, stelde in theorie het beleid op en werd door de keizer benoemd maar als die een beleid voerde dat de keizer niet aanstond kon deze, evenals de hele regering, door hem ontslagen worden. Als de rijkskanselier langere tijd aan de macht wilde blijven was het voor deze verstandig om rekening te houden met de wensen van de keizer. Volgens de constitutie kon de keizer weliswaar niet, zoals de vroegere absoluut heersende vorsten, zelf naar eigen goeddunken regeren, zoals het beleid van het land helemaal alleen bepalen en op persoonlijke titel wetten uitvaardigen, maar hij kon de door de Rijksdag ingediende wetten wel blokkeren door deze niet te ondertekenen. In de praktijk werd er dus door de indieners van een wetsvoorstel toch min of meer rekening gehouden met de wensen van de keizer. De keizer benoemde ook de officieren en andere leidinggevenden van de strijdkrachten en ook daarover had de Rijksdag geen enkele zeggenschap of politieke controle. Van de andere kant stelde de Rijksdag wel de begrotingen vast; als er geen meerderheid was om een zekere hoeveelheid geld beschikbaar te stellen voor een bepaald iets, zoals voor het leger of de marine, kon de keizer daar niets aan veranderen. Maar in de praktijk hadden de keizer en zijn aristocratische achterban, die naast alle belangrijke legerposten ook vrijwel alle landelijke bestuursfuncties in handen hadden, meestal toch het laatste woord (hoewel Wilhelm zelf vond dat hij toch nog te veel werd ingeperkt). Een volledig constitutionele monarchie was Duitsland dus zeker nog niet, niet volgens de grondwet en ook niet volgens de praktijk. Die overgang liet Wilhelm II pas toe, tegen zijn zin maar noodgedwongen, tegen het einde van zijn tijd in 1917/1918.
De vorige keizer, Wilhelms grootvader Wilhelm I, bemoeide zich niet veel met zijn conservatieve kanselier Otto von Bismarck, al aan de macht sinds 1862 en deze kon daardoor al die tijd een duidelijke en krachtige koers blijven varen. Bismarcks beleid na de stichting van het keizerrijk was gericht geweest op het handhaven van de vrede met de andere grootmachten door een ingewikkeld stelsel van onderlinge, al of niet geheime, verdragen en wisselende bondgenootschappen. Wilhelm II wilde een 'Nieuwe Koers' gaan varen en op een hechtere relatie met het Verenigd Koninkrijk aansturen. In 1890, nog geen twee jaar na zijn kroning, ontsloeg Wilhelm II von Bismarck die hierin niet volgzaam genoeg bleek en verving hem door de meer liberale graaf Leo von Caprivi. Er zouden er nog vele volgen die meestal maar kort konden regeren, omdat Wilhelm telkens ruzie met hen kreeg. De langste tijd diende hem, eerst als minister van buitenlandse zaken en sinds 1900 als rijkskanselier, Bernhard von Bülow die een imperialistische politiek nastreefde die ook naar Wilhelms zin was.

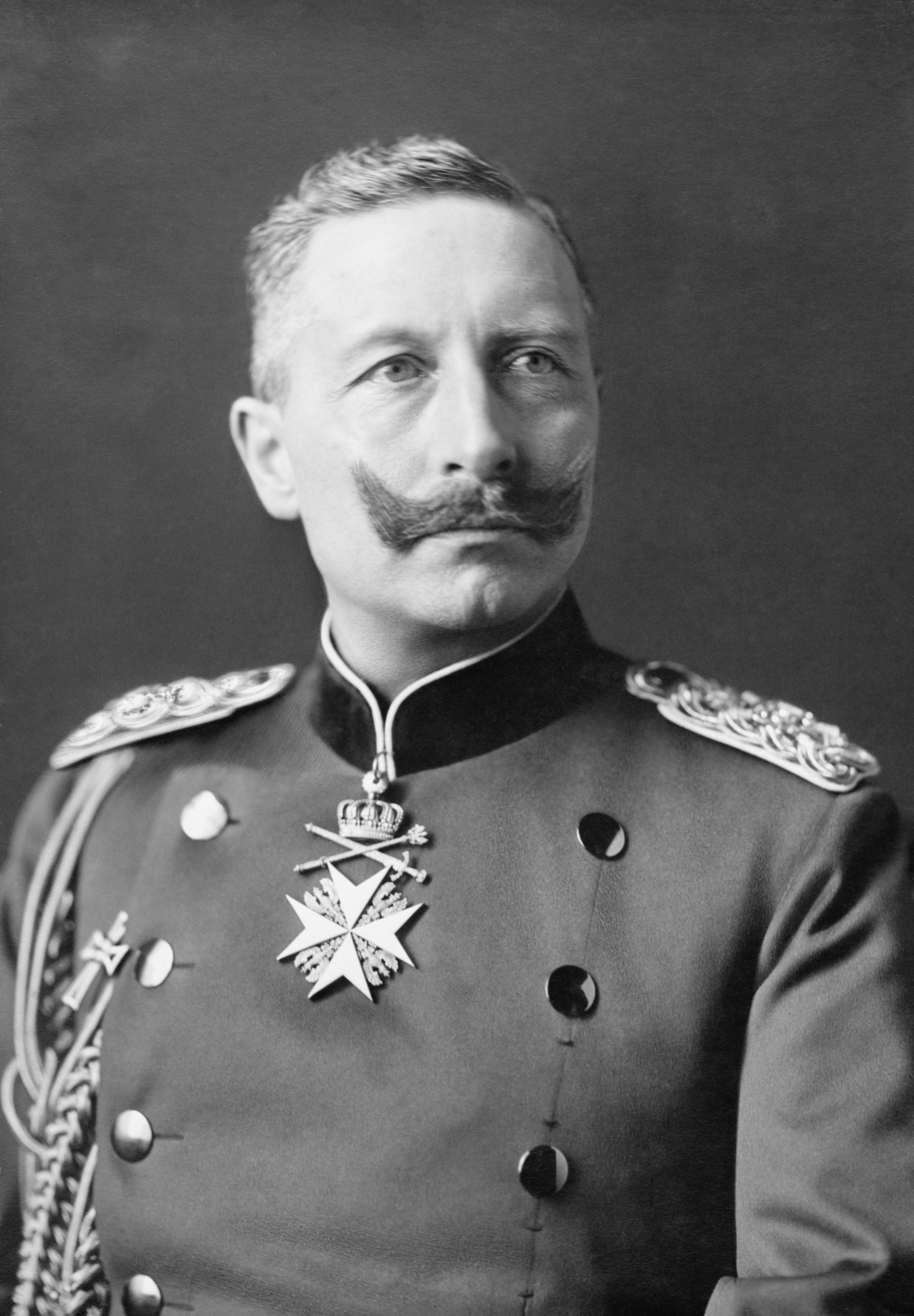
Wilhelm II met zijn karakteristieke snor (1902)

Wilhelm stond elke dag om zes uur op om de staatszaken door te nemen, maar gooide officiële documenten en brieven vaak in de prullenbak. Andere zaken las hij vluchtig en voorzag hij van commentaar dat meestal van weinig competentie of inzicht in de betreffende kwestie getuigde. Hij bemoeide zich weliswaar intensief met staatszaken, maar dit deed het land geen goed; zijn beleid was vaak inconsequent en de onmachtige Rijksdag had te weinig invloed om een verstandiger tegenwicht te kunnen vormen. De keizer schold en tierde over zaken die hem niet bevielen en gedroeg zich in internationale kwesties uitermate tactloos - hij vergeleek in zijn beruchte Hunnenrede het Duitse expeditieleger dat in 1900 werd uitgezonden om mee te helpen de Bokseropstand in China neer te slaan met de horden van Attila de Hun. Hiermee werden de Duitsers door hun tegenstanders tot ver in de 20ste eeuw vaak als “hunnen” betiteld. Deze rede is door geallieerde propaganda gigantisch uitvergroot en het was pas tijdens de oorlog dat men er aandacht aan besteedde. Zo zei The Daily Telegraph direct na het uitspreken van de rede dat: Dit de enige taal was die door Aziaten werd verstaan. Engeland gebruikte dezelfde taal bij het onderdrukken van opstanden in Indië en de Franse minister van buitenlandse zaken Delcassé, zeker geen vriend van Duitsland, dat de rede 'een grote en positieve indruk heeft gemaakt op het Franse volk'.
Keizer Wilhelm droomde bovenal van een eigen Duits koloniaal rijk en een bijbehorende grote zeemacht dat de vergelijking met dat van Groot-Brittannië kon doorstaan. Hij trachtte daarom de Duitse marine en koloniale bezittingen uit te breiden. Hierdoor verslechterde de, aanvankelijk verbeterde, relatie met Londen dat de Britse maritieme suprematie uitgedaagd zag worden alweer snel, vooral na zijn steun voor de Boeren van de Zuid-Afrikaansche Republiek via het beruchte Krugertelegram van 1896. Toen echter in het najaar van 1899 de Tweede Boerenoorlog uitbrak, liet Wilhelm het afweten. Hij weigerde de gezanten van Kruger zelfs maar te ontvangen en stelde zich neutraal op. In de beruchte Daily Telegraph-affaire, het interview met de Britse krant Daily Telegraph in oktober 1908, beriep hij zich er op, dat hij in 1900 niet was ingegaan op voorstellen van Rusland en Frankrijk om de Boeren te hulp te komen.
Bismarck had nooit veel nut gezien in een koloniaal rijk en had ook zoveel mogelijk rekening gehouden met gevoeligheden van buitenlandse opponenten en was aldus altijd een voorstander geweest van een behoedzame buitenlandse politiek waarbij, als oorlog toch nodig was voor het belang van Duitsland, eventuele tegenstanders eerst tegen elkaar uitgespeeld werden, zodat ze Duitsland niet in het vaarwater zouden komen. Wilhelm voerde een veel agressievere Weltpolitik. Deze was een logisch gevolg van de gigantische economische groei die Duitsland doormaakte. Professor Ernst Frankcke beschreef het als volgt: “Het groeiende aantal hongerige magen en lege handen dwingt ons tot industrialisatie. Derhalve is Duitsland wel gedwongen over te gaan op een Global Economic Policy en zich te richten op de wereldmarkt”. Hierdoor werden de spanningen in Europa danig opgevoerd en mede daardoor ontstond geleidelijk het toneel voor de Eerste Wereldoorlog.
Wilhelm had ook wel belangstelling voor meer progressieve opvattingen onder de Duitse bevolking zolang die maar geen kritische vragen over zijn machtsbasis stelden. Zo had hij oprecht interesse in de cultuur, techniek en wetenschap. In 1911 stichtte hij het Kaiser-Wilhelm-Institut ter bevordering van de wetenschap, wat alom werd geprezen. Na de Tweede Wereldoorlog kreeg dit instituut de naam Max-Planck-Institut en het geniet tot de dag van vandaag wereldwijde faam. Ook zorgde Wilhelm voor meer sociale wetgeving die de omstandigheden van de arbeiders enigszins verbeterden.

### Eerste Wereldoorlog

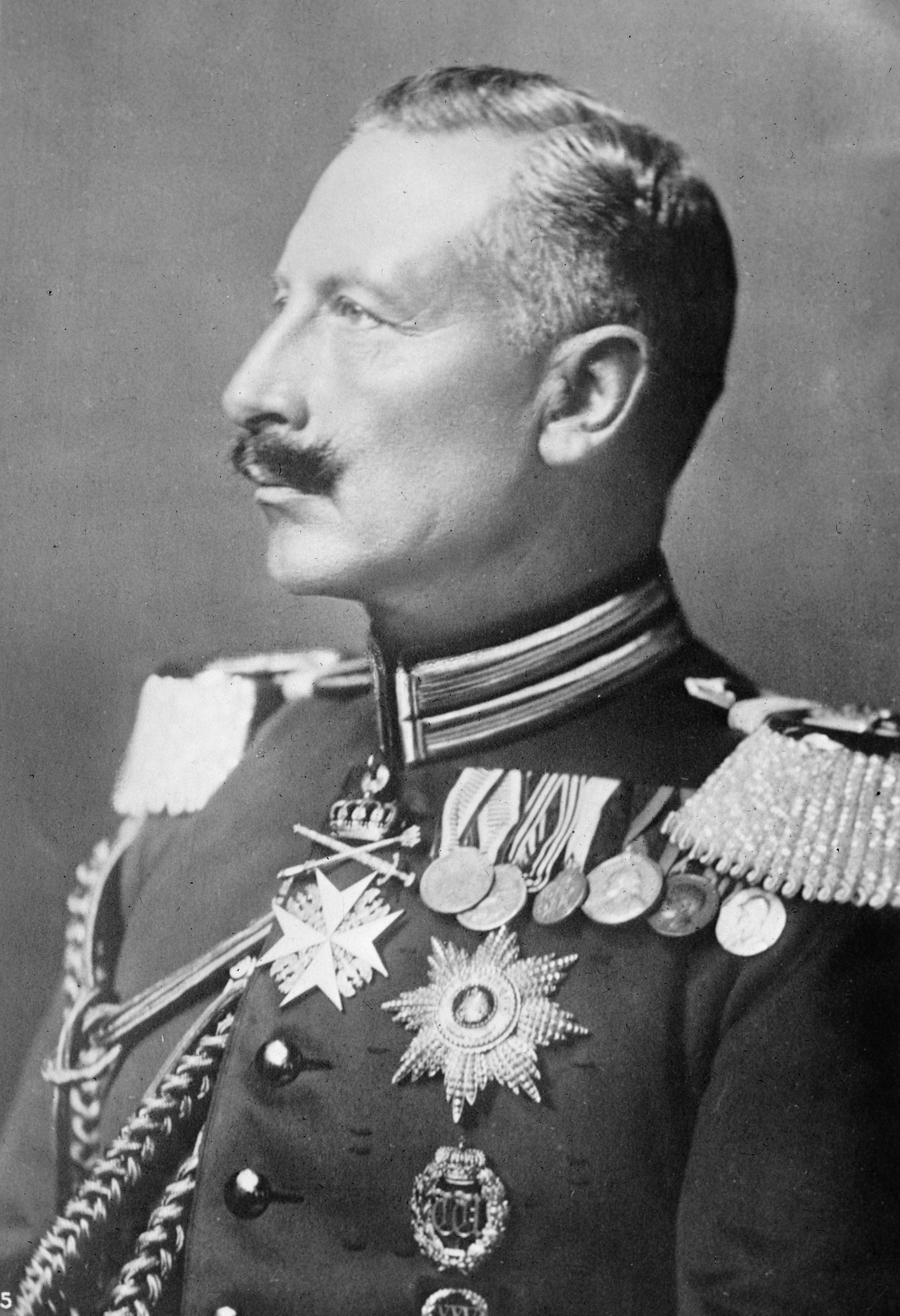
Keizer Wilhelm in 1914

In 1914 dreigde er oorlog tussen Oostenrijk-Hongarije en Servië, nadat de Oostenrijkse troonopvolger werd vermoord en de opdrachtgevers daarvoor in Servië werden vermoed. Wilhelm is te verwijten dat hij niet zo verstandig was om zich in deze kwestie eerst neutraal op te stellen, maar de Oostenrijkers vrijwel onmiddellijk te kennen gaf dat ze op de onvoorwaardelijke steun van Berlijn konden rekenen. Hierbij is belangrijk te melden dat hij die steun gaf na zorgvuldig overleg en met instemming van de regering. Deze blijk van steun staat nu bekend als de blanco cheque, maar het was niet de enige cheque. Rusland had al vele jaren eerder onvoorwaardelijke steun beloofd aan Servië. Daarbij steunde Frankrijk Rusland ook onvoorwaardelijk, zelfs bij een conflict in de Balkan. Ook gaf Wilhelm de legerstaf toestemming om de door hen aanbevolen voorbereiding voor het Schlieffenplan te beginnen; een 'preventieve aanval' op Frankrijk, ook een Russische bondgenoot, om dat snel uit te schakelen alvorens Rusland aan te pakken. Het aanvalsplan verordende dat er door België opgerukt moest worden en aangezien Groot-Brittannië instond voor de Belgische neutraliteit werden de Britten ook bij het conflict betrokken. Rusland en Frankrijk hadden ook een aanvalsplan, waar ze zich al jaren op voorbereidden. Nadat Servië instemde met de meeste eisen schreef Wilhelm een telegram naar zijn kanselier, waarin stond dat 'elke reden tot oorlog nu vervallen was' en dat hij Oostenrijk-Hongarije moest aanmanen zich niet agressief op te stellen. Hij deed er alles aan om de vrede te bewaren. Zijn heldhaftige toespraken en vele kanttekeningen waren vergeten, vanaf nu werkte hij als een razende om de logge machine tot stilstand te brengen en vrede te handhaven. Duitsland reageerde ook positief op de in totaal 5 bemiddelingsvoorstellen, op een na. De andere werden of door Rusland, of door Frankrijk van de hand gewezen. Ook Italië, het Ottomaanse Rijk en diverse andere landen werden bij het conflict betrokken. Tijdens zijn zeilvakantie in Noorwegen in de weken die volgden escaleerde de Balkancrisis snel tot een grote Europese oorlog waarbij Duitsland zich geconfronteerd zag met vijanden aan zowel de oost- als de westgrenzen.
Tijdens de oorlog was hij officieel de opperbevelhebber (Oberster Kriegsherr), maar zijn generale staf de "Oberste Heeresleitung" (OHL) zorgde ervoor dat hij geen werkelijk belangrijke beslissingen kon nemen en al snel was Wilhelm overvleugeld door zijn eigen generale staf en was niet meer in staat om daadwerkelijk controle uit te oefenen. Dit houdt de vraag open of hij medeverantwoordelijk is voor de oorlogsmisdrijven, die het Duitse leger met name in augustus 1914 in België beging. Vanaf 1916 waren de legerleiders Erich Ludendorff en Paul von Hindenburg de facto dictatoren van Duitsland en zorgden er onder andere voor dat de Duitse economie een oorlogseconomie werd en gericht werd op vooral de wapenproductie en andere behoeftes van het leger. Duitsland was afhankelijk van import om de behoefte aan voedsel en grondstoffen te dekken, maar door de door de geallieerden ingestelde blokkade van de Duitse havens kwam er geen buitenlands graan en noodzakelijke grondstoffen voor de industrie meer het land binnen. Naarmate de oorlog langer duurde kwamen er steeds ernstigere tekorten aan voedsel en andere levensbenodigdheden voor de bevolking die onrust en opstandigheid veroorzaakten in de steden. Ook de wapenfabrieken kregen al snel met tekorten te maken, waardoor het leger haar slinkende voorraden aan munitie en wapens op den duur niet meer kon aanvullen. Op het eind van de zomer van 1918 waren de laatste reserves opgebruikt en stond het Duitse leger op instorten.

#### Einde van de monarchie
Na de Februarirevolutie (1917) in Rusland, waarbij de Russische monarchie ten val werd gebracht, werd ook in Duitsland een discussie gevoerd over de toestand van de eigen Duitse monarchie en de midden-partijen in de Rijksdag samen met de sociaaldemocraten en de rechts-liberalen werkten samen om grondwetswijzigingen voor te bereiden die de greep van de keizer en de aristocratie op de Duitse politiek moesten verminderen ten gunste van de volksvertegenwoordiging. Wilhelm verzette zich met hand en tand en liet die wijzigingen pas in oktober 1918 toe toen hij niet meer anders kon. In augustus 1918 was namelijk duidelijk geworden voor Ludendorff en Hindenburg dat de oorlog niet meer gewonnen kon worden en dat er onderhandeld moest worden met de geallieerden om de oorlog te beëindigen. Deze wilden echter, voordat er onderhandeld kon worden, dat het Duitse semi-constitutionele regeringssysteem verder gedemocratiseerd moest worden, vooral de Amerikanen stonden daarop. Met de oktoberhervormingen werd hieraan tegemoetgekomen. Ondertussen kwam er ook binnenlands steeds meer openlijke kritiek op het beleid van de legertop, keizer Wilhelm en de regerende aristocratie in het algemeen. Niet alleen in de Rijksdag, maar ook op straat werd het steeds onrustiger. In de grote steden braken overal onlusten en rellen uit, die steeds gewelddadiger werden. Omdat hij bang was voor de toenemend revolutionaire ontwikkelingen in Berlijn ging Wilhelm in de laatste dagen van oktober naar het Duitse legerhoofdkwartier in het Belgische kuuroord Spa.
De oktoberhervormingen kwamen te laat om het vertrouwen van de bevolking en vooral de arbeiders en soldaten opnieuw te winnen. Eind oktober brak er in Kiel een matrozenopstand uit die tot de Novemberrevolutie leidde die zich snel door het hele land verspreidde. In de deelstaten van het keizerrijk werden overal de regerende koningen, hertogen en graven afgezet (soms met geweld maar sommigen traden ook vrijwillig af) en vervangen door burgers. Meer en meer politieke partijen gingen nu openlijk het aftreden van de hoogste aristocraat, de keizer, eisen. Uiteindelijk vroeg ook rijkskanselier Max van Baden aan Wilhelm om af te treden maar deze weigerde herhaaldelijk. Op 9 november 1918 verkondigde rijkskanselier Max van Baden, die de gespannen politieke situatie steeds meer uit de hand zag lopen, eigenmachtig de afdanking van de keizer als het staatshoofd van Duitsland, om zo de monarchie misschien nog te kunnen redden, zonder echter dat Wilhelm officieel daarvoor toestemming vanuit Spa had gegeven. Aanvankelijk wilden verschillende, meestal conservatieve, politieke partijen de monarchie niet afschaffen en zochten die dag nog naar een acceptabele verwant van Wilhelm om die tot nieuw staatshoofd aan te stellen (Wilhelms eigen zoon kroonprins Wilhelm werd direct met algemene stemmen afgewezen wegens zijn onwaardige gedrag tijdens de oorlog) maar dit was al snel voorbij toen de meeste partijen alleen nog kozen voor een republiek in Duitsland. Even later werd inderdaad de republiek uitgeroepen door de sociaaldemocraten, overigens alleen om de communisten voor te zijn die hetzelfde van plan waren.
Wilhelm was bang om naar het revolutionaire Duitsland terug te gaan, waarbij hij waarschijnlijk dacht aan het lot van de Russische tsaar, maar ook om door de Entente-mogendheden aangeklaagd te worden. Die hadden al arrestatiebevelen uitgevaardigd om Wilhelm als oorlogsmisdadiger voor het internationale gerecht te slepen. Suggesties om dan maar 'dapper en eervol' te sneuvelen aan het front "den ehrenvollen Soldatentod" wees Wilhelm echter van de hand. Hij besloot nog op dezelfde dag, mede op advies van zijn generale staf, om direct van België naar het neutrale Nederland te vluchten om asiel aan te vragen, waar hij vroeg in de ochtend van 10 november 1918 bij Eijsden aankwam. Door de meeste Duitsers, vooral die uit de conservatieve hoek, werd deze vlucht van Wilhelm II naar Nederland als desertie of verraad van het vaderland ervaren (Fahnenflucht) en hij bracht daarmee de monarchistische beweging ernstige schade toe. Zelfs de aristocratie, traditioneel koningsgezind, wilde wellicht nog wel een verwant van Wilhelm op de troon, maar Wilhelm zelf wilde men in ieder geval niet meer terug.

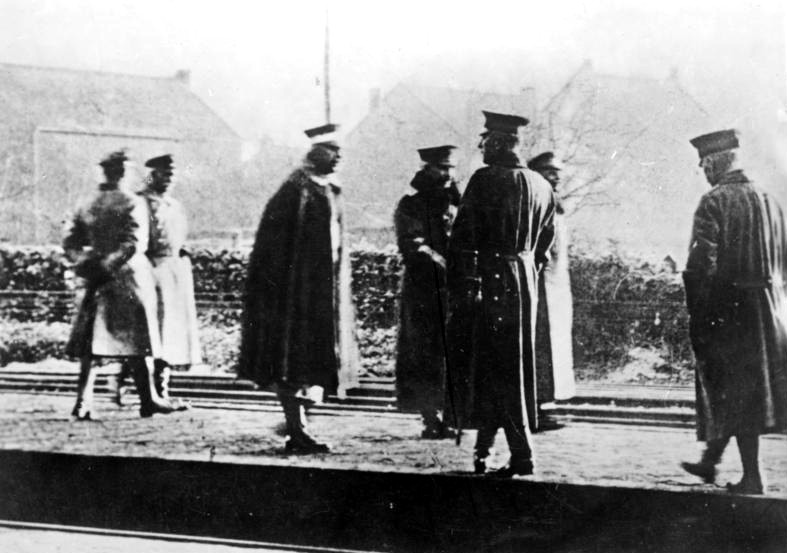
Wilhelm II (in het midden vierde van links) neemt op 10 november 1918 afscheid van zijn gevolg op het Station Eijsden aan de Nederlands-Belgische grens.

Terwijl Wilhelm naar Nederland vluchtte volgden in Berlijn de gebeurtenissen elkaar snel op: Von Baden trad af als kanselier en tegen de grondwet in, want ook dat mocht eigenlijk alleen de keizer doen, benoemde von Baden als nieuwe kanselier de leider van de grootste partij in het parlement sociaaldemocraat Friedrich Ebert. Ebert vroeg op zijn beurt aan Baden om voorlopig als waarnemend staatshoofd te fungeren tot er een nieuwe grondwet was, maar deze weigerde dat en bemoeide zich verder niet meer met de politiek. Even later probeerden radicale socialisten en communisten de macht te grijpen, maar dat werd door krachtig ingrijpen van kanselier Ebert verhinderd. Met regeringsgetrouwe, voorheen 'keizerlijke', troepen en 'vrijkorpsen' werd deze opstand bloedig neergeslagen. Gedurende de rest van november en ook de volgende maanden bleef het, door diverse door radicalen veroorzaakte opstanden en pogingen tot staatsgreep, onrustig in Duitsland maar ook dit wist Ebert te onderdrukken. Ebert werd later, in februari 1919, geïnstalleerd als het nieuwe staatshoofd van Duitsland, de eerste Reichspräsident (rijkspresident), waarmee de monarchie in Duitsland verleden tijd was. De nieuwe Duitse republiek werd bekend als de Weimarrepubliek, omdat de grondwetgevende vergadering hiervoor in de stad Weimar werd gehouden. Dat gebeurde daar omdat Berlijn in 1919 nog te onveilig werd geacht wegens de daar nog laaiende strijd van het leger en vrijkorpsen tegen de communisten en andere radicalen.

#### Beschuldigingen van oorlogsmisdaden
Tijdens en na de Eerste Wereldoorlog is Wilhelm lang neergezet, vooral door de geallieerde propaganda en pers, als de grootste aanstichter van de oorlog en daarmee als hoofdverantwoordelijke voor de verwoestingen, slachtpartijen, wreedheden en oorlogsmisdaden die toen gepleegd en aangericht zijn. Nadien wordt er door diverse historici genuanceerder over gedacht, maar de meningen blijven verdeeld: Wilhelm als agressieve aanstichter van de oorlog en Wilhelm als vooral onwillig slachtoffer van de omstandigheden, met weinig invloed op de gebeurtenissen.
Wilhelm was inderdaad, op zijn minst gedeeltelijk, verantwoordelijk voor de gespannen relaties voor de oorlog tussen Duitsland, Rusland, Frankrijk en Groot-Brittannië door onder andere zijn blunderende en tactloze optreden in internationale kwesties. Na de moord op Frans Ferdinand in 1914 gaf hij ook direct zijn onvoorwaardelijke steun aan de Oostenrijkers in geval van oorlog met Servië. In het algemeen probeerde hij toch oorlog te voorkomen, ondanks zijn dikwijls agressieve taalgebruik in het openbaar bij toespraken en interviews, en tot 1914 was het Duitse keizerrijk, sinds de oprichting in 1871, ook niet in oorlog geweest met andere Europese grootmachten. Zo meende Wilhelm dat zijn bloedverwantschap met de tsaar van Rusland en de Britse koning ook de crisis van 1914 kon bezweren: hij startte ook onmiddellijk een briefwisseling met tsaar Nicolaas.
Zijn generale staf drong bij Wilhelm aan op volledige mobilisatie en een oorlogsverklaring aan Rusland en Frankrijk. De keizer wilde aanvankelijk niets weten van een aanval op België en Frankrijk, maar ging onder de voortdurende druk van de legerstaf uiteindelijk, met tegenzin, akkoord. Dit schijnbare gebrek aan overwicht van keizer Wilhelm over zijn eigen generaals had verscheidene oorzaken: vanaf ongeveer 1900 had Wilhelm verschillende keren een ernstige zenuwinzinking en toenemend last van depressiviteit, vooral tijdens en na de publieke schandalen rond de Harden-Eulenburgaffaire en de Daily Telegraph-affaire, die het aanzien van Wilhelm aanzienlijk beschadigden. Hierdoor verminderde geleidelijk de invloed van Wilhelm op de politiek en het leger, dat hem steeds minder serieus nam. Niet alleen bij de politici uit de burgerklasse zakte Wilhelms gezag naar een dieptepunt, maar ook zijn traditionele medestanders uit de aristocratische kaste keerden hem steeds vaker de rug toe. Wilhelms generale staf maakte hiervan dan ook handig gebruik tijdens de oorlog. Al snel was de keizer op een zijspoor gerangeerd door zijn generale staf, hoewel hij zelf meende nog te regeren en functioneerde hij slechts als publiek uithangbord van de ware machthebbers: Ludendorff en Von Hindenburg, die in feite een militaire junta vormden. Deze bestuurden het land en bepaalden het beleid en waren daarmee eigenlijk ook de verantwoordelijken voor alles wat er op de slagvelden gebeurde.

### Abdicatie en ballingschap

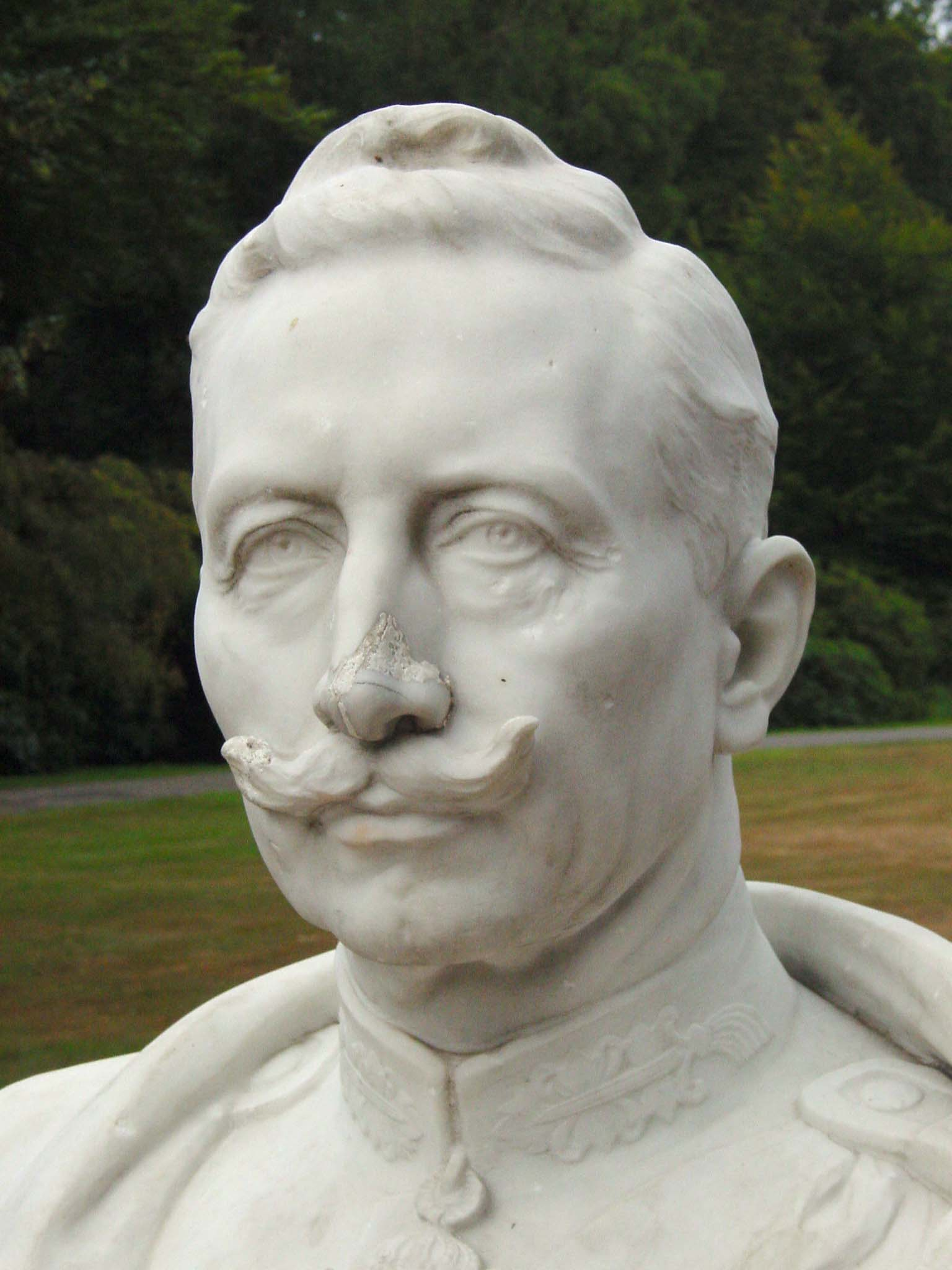
Beeld van Wilhelm in Doorn

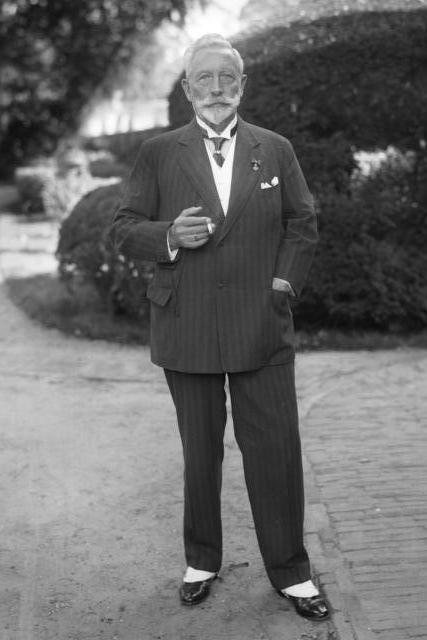
Ex-keizer Wilhelm II in Doorn poserend in burgerkleding (1933)

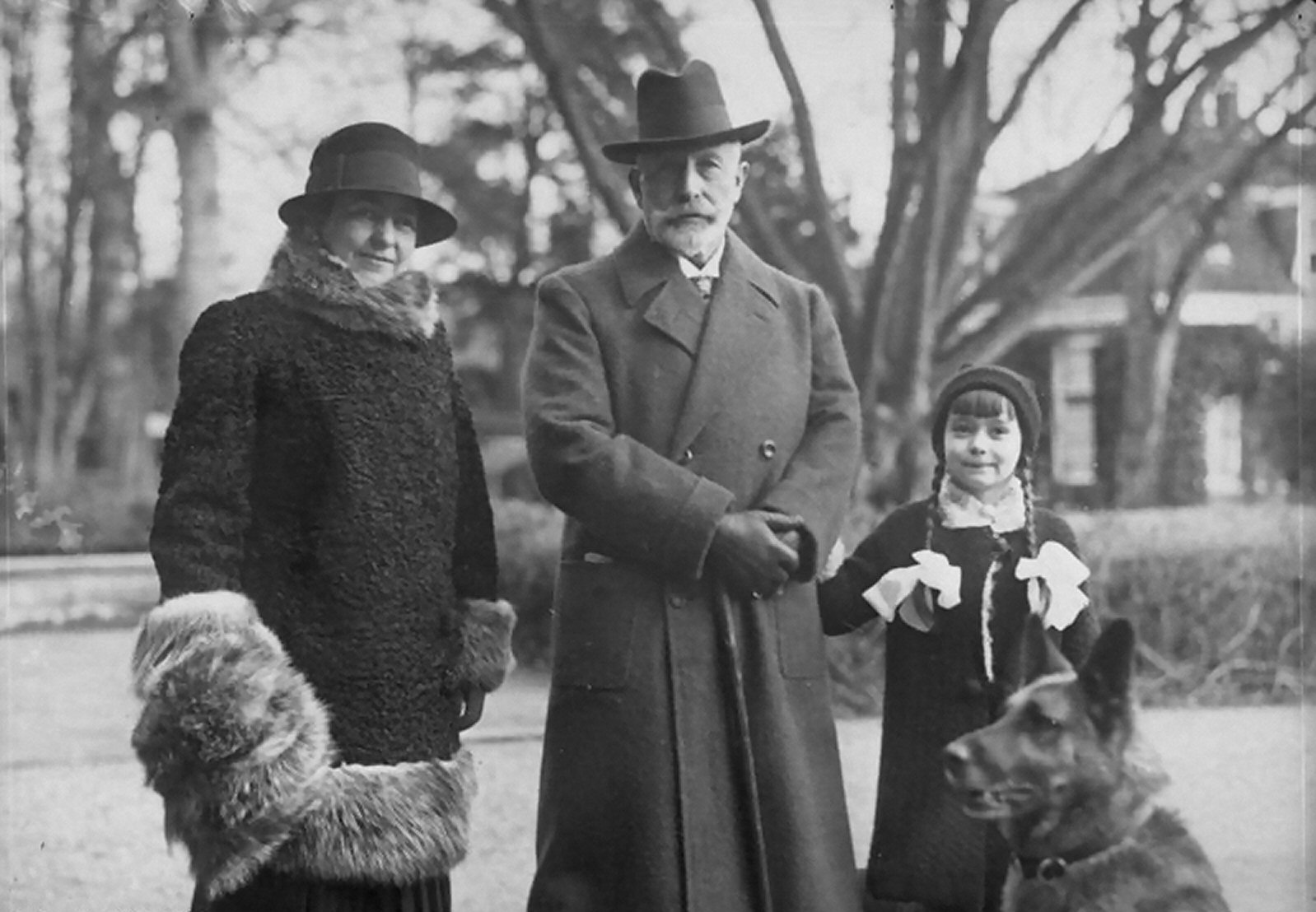
Wilhelm II met zijn tweede vrouw en stiefdochter in Doorn in maart 1931

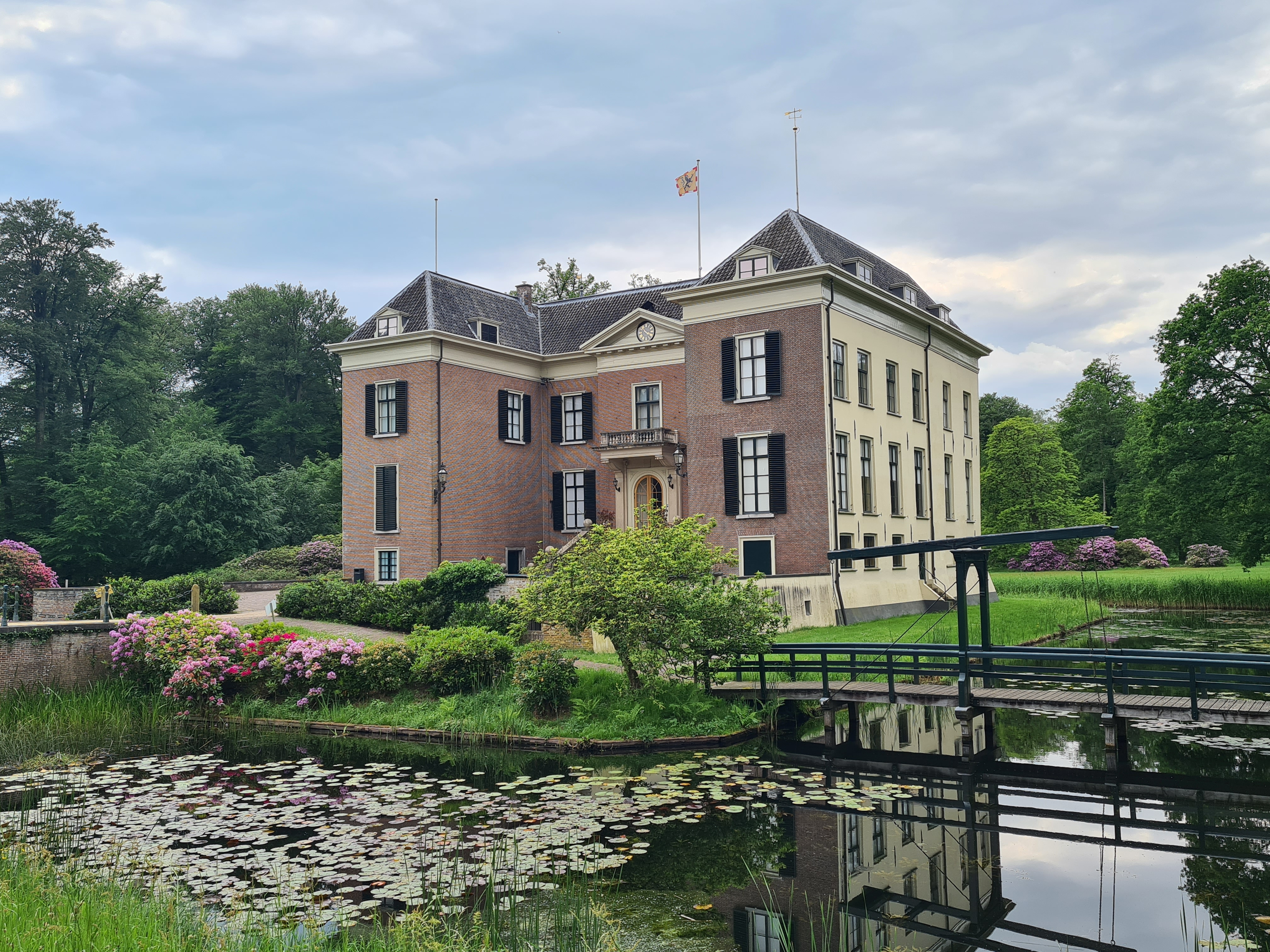
Huis Doorn in 2024

Nederland verleende Wilhelm asiel op voorwaarde dat hij zich voortaan van verdere politieke activiteiten zou onthouden zodat de geallieerden Nederland niet ervan konden beschuldigen haar neutraliteit te schenden. Wilhelm had geen andere keus en stemde hiermee in. Op 11 november 1918, de dag van de wapenstilstand die een einde maakte aan de Eerste Wereldoorlog, arriveerde hij in Kasteel Amerongen, waar hij op 28 november van dat jaar abdiceerde. Het onderdak in Amerongen werd hem verleend door Graaf van Aldenburg-Bentinck, op verzoek van de commissaris van de Koningin. Hij liet korte tijd later met instemming van de Duitse regering dingen naar Nederland overkomen, persoonlijke bezittingen uit verschillende van zijn Duitse paleizen in Potsdam en Berlijn, genoeg voor 59 wagonladingen.
De historica Beatrice de Graaf toonde in 2018 aan dat koningin Wilhelmina op eigen initiatief een belangrijke rol had gespeeld in de komst van de keizer naar Nederland en dat bij haar leven en nog decennia daarna altijd verborgen heeft weten te houden voor het grote publiek.
Wilhelm bleef anderhalf jaar in Amerongen, tot het moment dat hij het door hem in 1919 aangekochte kasteeltje Huis Doorn kon gaan bewonen. In de tussenliggende periode werd Huis Doorn fors verbouwd en van moderne gemakken voorzien zoals elektriciteit, verwarming en goed sanitair. Hij bleef in Doorn tot aan zijn dood.
De Nederlandse regering weigerde hem uit te leveren aan de geallieerden, ondanks herhaalde verzoeken daartoe, en hield vast aan haar neutraliteitspolitiek. De geallieerden waren te oorlogsmoe om een conflict hierover op de spits te drijven en uiteindelijk drongen ze niet verder aan op uitlevering. Overigens wilde koningin Wilhelmina niets met de ex-keizer te maken hebben en heeft hem (voor zover bekend) nooit bezocht in zijn ballingsoord. Haar echtgenoot prins Hendrik en dochter Juliana en dier echtgenoot prins Bernhard bezochten hem wel enige malen. Dit waren geen officiële ontvangsten door Wilhelm, maar 'familiebezoeken'; de Oranjes en Hohenzollerns zijn inderdaad aan elkaar verwant en ook het huis Mecklenburg-Schwerin van prins Hendrik was aan Wilhelms familie verwant.
De ex-keizer schikte zich schijnbaar berustend in zijn nieuwe situatie, liet zijn beroemde snor nu vergezeld gaan van een puntbaardje en nam uiterlijk de houding aan van een aristocraat in ruste. De Nederlandse regering had hem reisrestricties opgelegd; het was Wilhelm toegestaan om zich binnen een straal van 10 mijl van Doorn vrij te bewegen. Voor verdere reizen moest hij bij de lokale autoriteiten eerst toestemming vragen. De ex-keizer had een hekel om te "bedelen bij lagere autoriteiten" en maakte hiervan zelden gebruik. Hij was wel vaker te zien in Doorn als hij zijn vaste dagelijkse wandeling hield. Hij hield zich voortaan ook vrijwel dagelijks bezig met houthakken op zijn landgoed, waarbij hij persoonlijk de bijl en zaag hanteerde. Dit deed hij op een dusdanige schaal dat na verscheidene jaren het, oorspronkelijk bosrijke, landgoed van Huis Doorn grotendeels ontbost was en op de kapotgeschoten slagvelden uit de oorlog begon te lijken. Met trots liet Wilhelm steeds aan bezoekers zien hoeveel bomen hij per dag kon verwerken. Hoewel de meningen over Wilhelms hobby verdeeld waren, behield hij door de dagelijkse lichamelijke inspanning wel tot op hoge leeftijd een goede lichamelijke conditie. Verder besteedde Wilhelm veel tijd aan het schrijven van zijn memoires. De grote passie van Wilhelm voor uiterlijk vertoon, zoals voor zijn enorme collectie uniformen die hij vanuit Duitsland naar Doorn had laten overkomen, was ook tijdens zijn ballingschap nog steeds aanwezig; het grote verkleden ging in Doorn onverminderd door. Overdag droeg hij meestal burgerkleding maar bij de maaltijden en 's avonds, en zeker als er bezoek was, trok hij een van zijn militaire uniformen aan. Daarnaast volgde hij de politieke situatie in Duitsland op de voet en besprak deze vrijwel dagelijks met zijn bezoekers en entourage, vaak tot vervelens toe, volgens uitlatingen van zijn adjudant Sigurd von Ilsemann. Hij legde zich toe op de studie van de oudheid en hield ieder jaar een bijeenkomst van de door hem opgerichte Doorner Arbeits-gemeinschaft, een door hem opgericht gezelschap van wetenschappers, waarin Leo Frobenius een prominente rol had.
Zijn inkomsten bestonden uit de opbrengsten van verscheidene landgoederen in Duitsland en een aardewerkfabriek in Cadinen (nu Kadyny in de gemeente Tolkmicko in Polen) die in zijn bezit waren gebleven - verder bleek Wilhelm II de gelden die tot zijn beschikking stonden handig te kunnen beleggen. Na de dood van Augusta Victoria, zij was bij aanvang van de ballingschap al ziek en overleed in 1921, hertrouwde hij in 1922 met de weduwe prinses Hermine von Schönaich-Carolath, geboren prinses Reuss oudere linie.
Wilhelm sprak geregeld zijn afkeer uit over de Weimarrepubliek die het keizerrijk had vervangen en hoopte steeds op een restauratie van de monarchie. Zijn nieuwe echtgenote prinses Hermine was een onvermoeibare pleitbezorger daarvoor en reisde dikwijls door Duitsland om steun te verwerven voor de monarchistische gedachte. Hoewel het op het eind van de jaren twintig wel duidelijk was dat zijn landgenoten Wilhelm echt niet meer terug wilden, zelfs zijn eigen kinderen wezen hem herhaaldelijk daarop, bleef de ex-keizer verlangen naar een terugkeer op de troon en greep elke strohalm aan om zijn hoop levend te houden. In de jaren 30 had Wilhelm zelfs kortstondig de hoop dat wellicht de nazi's de monarchie zouden herstellen. En in 1931 en 1932 kwam zelfs nazi-prominent Hermann Göring op bezoek in Doorn om daarover te praten maar uiteraard waren de nazi's er alleen maar op uit om de stemmen van de monarchistische kiezers naar de nazipartij over te hevelen. Na de verkiezingsoverwinning in 1933 veranderde Adolf Hitler het land snel in een totalitaire dictatuur en werd er niet meer gesproken over een hernieuwde monarchie. In 1934 verbood Hitler in Duitsland, behalve de nazipartij, alle andere politieke partijen en daarbij inbegrepen ook alle monarchistische verenigingen en partijen zodat een eventueel herstel van de monarchie er niet meer in zat. Eindelijk zag ook Wilhelm in dat zij de in 1933 verworven macht niet meer zouden afstaan en zeker niet aan een schim uit het verleden. Toen de Duitse legers Nederland binnenvielen weigerde hij op het aanbod van de Engelsen in te gaan om bij hen asiel aan te vragen, zoals veel regeringen van door de nazi's bezette landen deden. Hij wilde niet nogmaals "weglopen". Daarbij, zo zou hij gezegd hebben, was hij te zeer aan Doorn gehecht geraakt. Hoewel Wilhelm minachtend neerkeek op de nazi's en hun ideologie, zond hij in juni 1940 wel een gelukstelegram naar Adolf Hitler in verband met diens zege in Frankrijk. Dit gebaar was meer een initiatief van Hermine, die het nazisme meer was toegedaan en Wilhelm zag hierin een mogelijkheid de Führer gunstig te stemmen inzake de positie van de adel, die in het Derde Rijk steeds meer in het gedrang kwam. Wilhelms 'gelukstelegram' aan Hitler werd door de Nederlandse regering (inmiddels in ballingschap in Londen) gezien als verraad van de gastvrijheid die aan Wilhelm verleend was in Nederland en was mede de oorzaak dat Huis Doorn na de oorlog van de familie Hohenzollern onteigend werd. De nazi's negeerden Wilhelms telegram en naar verluidt zei Hitler in besloten kring: "Wat een idioot!" Op bevel van Berlijn werd het landgoed in Doorn afgegrendeld van de buitenwereld door de Geheime Feldpolizei en de oude ex-keizer van Duitsland werd een gevangene van zijn eigen landgenoten.

#### Racisme en antisemitisme

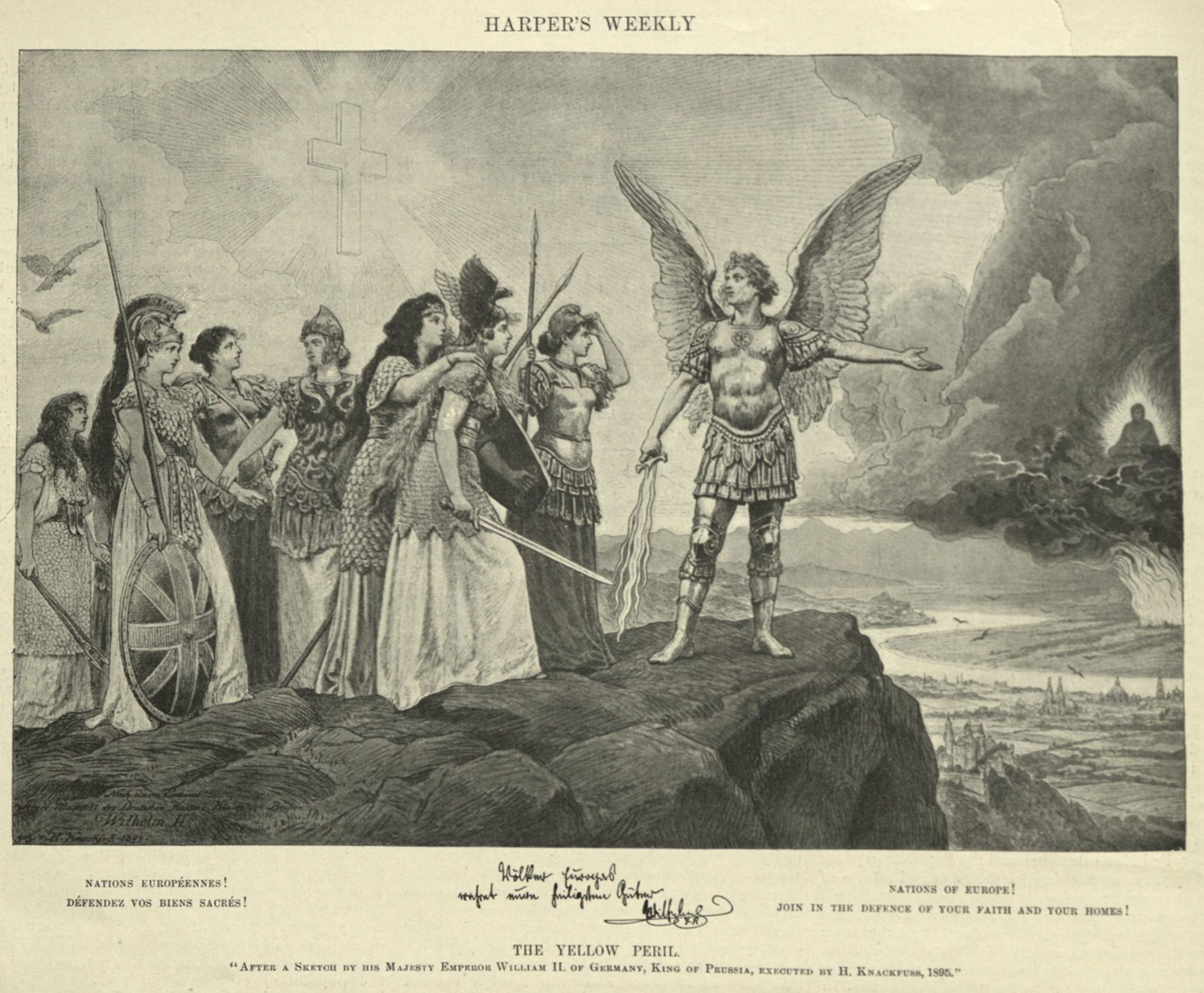
Keizer Wilhelm II moest niets hebben van Aziaten. Hij gebruikte de allegorische litho Volken van Europa, bewaak uw heiligste bezittingen (1895) door Herman Knackfuss, met rechts een brandende Boeddha, om de ideologie van het Gele Gevaar te promoten, als geopolitieke rechtvaardiging van Europees kolonialisme in China.

Wilhelm II is door diverse auteurs beschuldigd van antisemitisme en racisme; onder anderen door Wilhelm II-biograaf John C.G. Röhl. Volgens Röhl moest Wilhelm niets hebben van Joden, Polen en andere Slavische volken. Vóór 1914 zijn wel antisemitische uitlatingen opgetekend van Wilhelm, maar stond hij niet bekend als overtuigd antisemiet; hij had frequent omgang met belangrijke joodse zakenlieden en geleerden. Ook bezocht hij diverse keren de synagoge van Berlijn. Uit zijn bannelingsjaren in Nederland zijn wel krachtige antisemitische uitlatingen bekend. Het jodendom noemde hij eens een "giftige zwam op de Duitse eikenboom" en op 15 augustus 1927 schreef Wilhelm aan een Amerikaanse vriend: 
De pers, Joden en muggen zijn een plaag waarvan de mensheid zich op de een of andere manier bevrijden moet. Het beste middel is waarschijnlijk gas.
 Door onder andere dit soort uitspraken wordt Wilhelm door sommigen voorgesteld als een wegbereider en geestverwant van de nazi's. In brieven en gesprekken propageerde hij voluit de antisemitische dolkstootlegende, door de revolutie waaruit de Weimarrepubliek was ontstaan toe te schrijven aan het verraad en bedrog van "een Jodenbende". Sommige onderzoeken van de bronnen wijten Wilhelms uitspraken eerder aan frustraties in verband met zijn onvervulde wens om de monarchie te herstellen, waarvan hij de 'bolsjewisten, socialisten en joden' de schuld gaf, dan te wijzen op een overtuigd anti-Joods racisme. De lijfarts van Wilhelm, dr. Haehner, beschrijft de voormalige keizer in zijn dagboeken echter wel als een rabiaat antisemiet.

Wilhelm hoopte weliswaar enerzijds dat hij via Hitler en de nazipartij weer de troon kon bestijgen, maar anderzijds moest hij niets hebben van hun ideologie. Hij was er erg op tegen dat zijn zoon prins August ('Auwi') zich openlijk achter de nazi's schaarde en op de pogroms tijdens de 'Kristallnacht' reageerde Wilhelm geschokt: 
Voor het eerst schaam ik me ervoor een Duitser te zijn.
Tot openlijke kritiek bewoog het hem niet. Toen de oorlog uitbrak was hij extatisch over de overwinningen van nazi-Duitsland en liet hij zijn antisemitisme weer de vrije loop. De schuld voor de uitbraak in 1939 legde hij bij het Jodendom dat een oorlog tegen Duitsland zou hebben ontketend. De weerstand van Engeland verklaarde hij doordat het land besmet was door Joden en vrijmetselaars en hij riep op het land te bevrijden van "de antichrist Juda".

### Overlijden

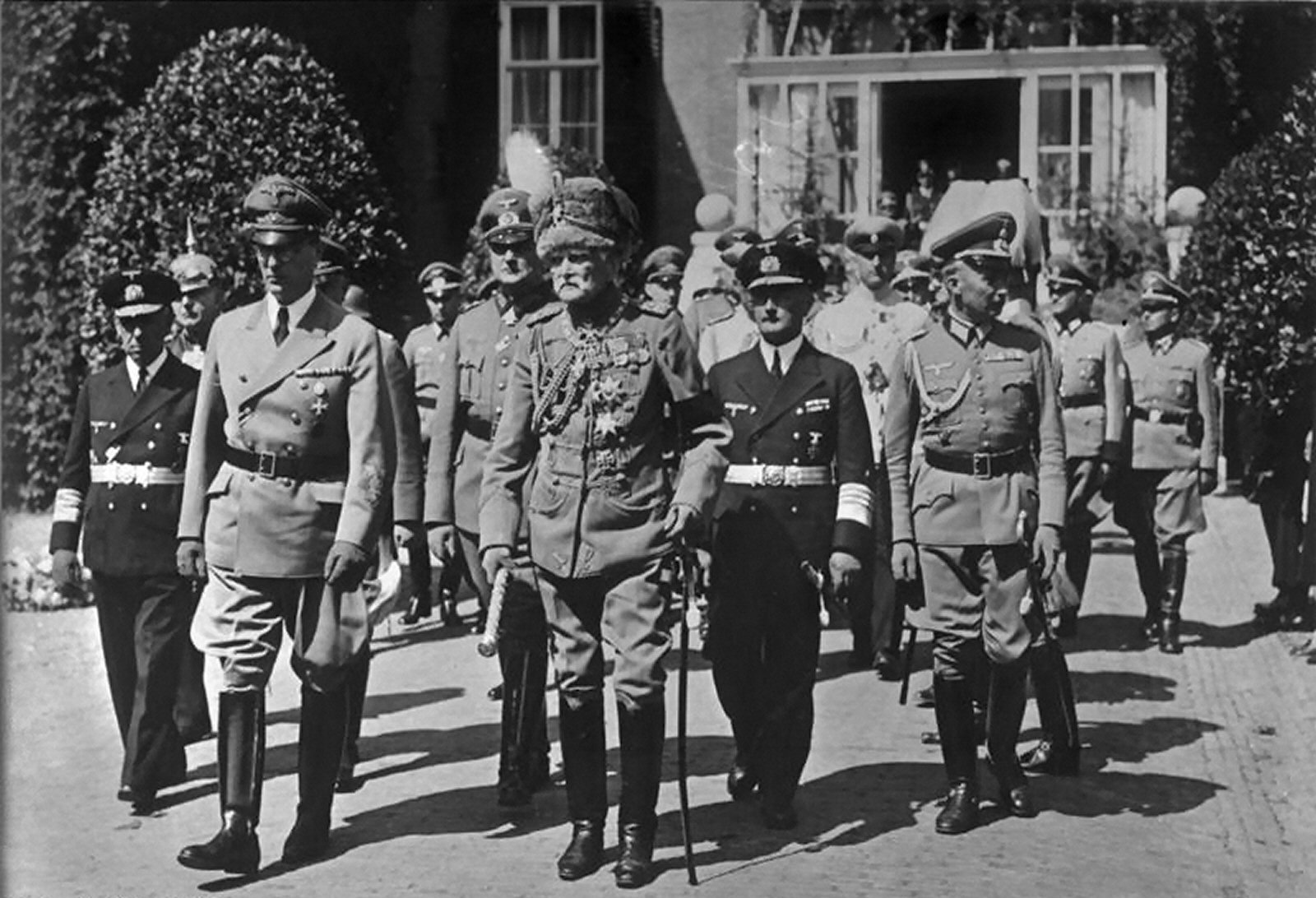
Bijzetting op 9 juni 1941 bijgewoond door op de voorste rij Arthur Seyss-Inquart en August von Mackensen en verder o.a. Wilhelm Canaris en Friedrich Christiansen

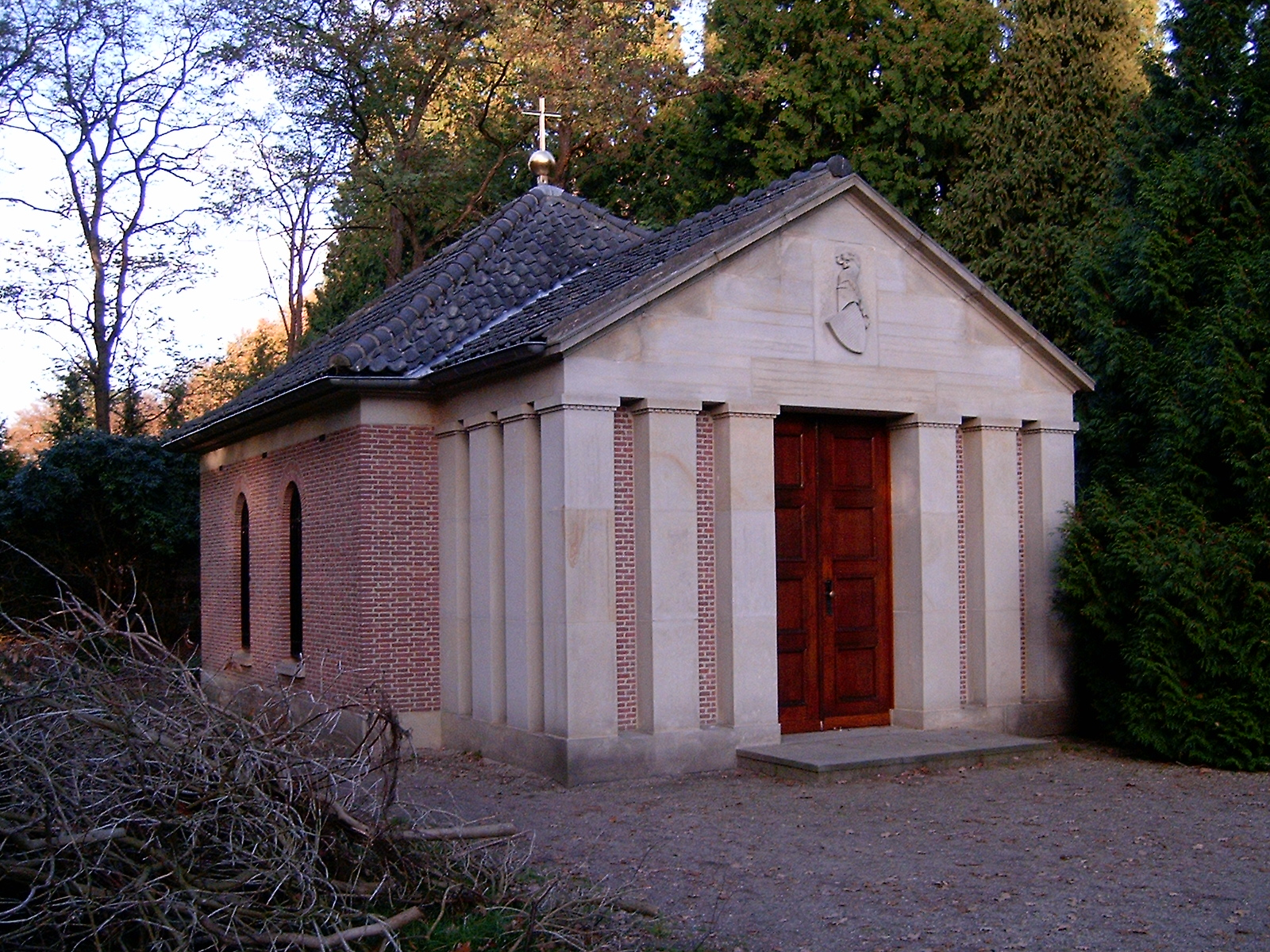
Mausoleum van Wilhelm II van Duitsland in het kasteelpark van Huis Doorn

Wilhelms einde kwam onverwachts; op 1 maart 1941 werd hij onwel tijdens het houtzagen, gevolgd door een algemene flauwte. Hij knapte aanvankelijk weer opmerkelijk snel op en de haastig gekomen kinderen vertrokken in mei 1941 weer naar huis, behalve dochter Victoria Louise. Aan het eind van de middag van 3 juni 1941 kreeg Wilhelm echter plotseling hevige pijnen en ademhalingsproblemen. Zijn toestand verslechterde snel en 's avonds verloor hij het bewustzijn. Zonder dat hij nog bij kennis kwam stierf Wilhelm in het bijzijn van onder anderen dochter Victoria Louise, prinses Hermine en zijn adjudant Sigurd von Ilsemann op 4 juni 1941 in Doorn aan, wat achteraf bleek te zijn, een longembolie. Hij werd 82 jaar. Zijn uitvaartplechtigheid werd bijgewoond door zijn directe familie maar ook door vertegenwoordigers van de Duitse bezetter in Nederland; diverse generaals van de Wehrmacht en oud-generaals van het vroegere keizerlijke leger waaronder de toen al 91-jarige August von Mackensen. Wilhelms wens om op zijn begrafenis geen hakenkruisen te tonen werd niet ingewilligd. Hitler liet een reusachtige krans bezorgen; de rouwlinten daaraan waren wel degelijk met dit nazisymbool getooid. Onder de paar honderd aanwezigen was ook een Nederlandse fotograaf, die ondanks de strenge beveiliging -de bezetter stond op wacht voor de poorten- een fotoreportage wist te maken.

### Wilhelms laatste wens
Wilhelms stoffelijk overschot werd in eerste instantie bijgezet in de kapel op het landgoed, een jaar later in een door hemzelf ontworpen mausoleum op het landgoed van Huis Doorn. Zijn gebalsemde lichaam rust hier nog steeds, maar zal overeenkomstig Wilhelms laatste wens overgebracht worden naar Duitsland - op voorwaarde dat dit weer een monarchie is. Het ziet er vooralsnog niet naar uit dat Duitsland terugkeert naar de monarchie en Wilhelms laatste wens vervuld zal worden. In de jaren 20 van de 20e eeuw was er nog een vrij actieve monarchistische beweging die het koningshuis in ere wilde herstellen, maar deze werd geleidelijk steeds kleiner. Er is (2017) nog steeds een monarchistische beweging in Duitsland, maar deze wordt zowat enkel gesteund door de oude Duitse adel. Nu is dit een zeer kleine splintergroep van het Duitse politieke spectrum. Af en toe, bijvoorbeeld bij gelegenheid van een huwelijk, overlijden of geboorte in de Hohenzollernfamilie, of bij een van de andere talrijke Duitse aristocratische families, wordt er in de Duitse boulevardbladen weleens gesproken over een mogelijk herstel van de monarchie, maar dit is eigenlijk nooit van serieuze aard. Verreweg de meeste Duitsers zijn tevreden met het huidige federale regeringssysteem met een gekozen Bundespräsident als Duits staatshoofd en zien een terugkeer naar de monarchie als iets wat geen enkele relevantie meer heeft in de moderne wereld.

## Huwelijk en kinderen
Op 27 februari 1881 trad Wilhelm in het huwelijk met prinses Augusta Victoria van Sleeswijk-Holstein-Sonderburg-Augustenburg (1858-1921), een dochter van Frederik van Sleeswijk-Holstein-Sonderburg-Augustenburg. Zij kregen zeven kinderen:
| Afbeelding | Naam            | Geboren           | Overleden         | Bijzonderheden |
| ---------- | --------------- | ----------------- | ----------------- | --- |
|            | Wilhelm         | 6 mei 1882        | 20 juli 1951      | Huwde in 1905 met Cecilie van Mecklenburg-Schwerin. Zorgde ervoor dat er tussen 1882 en de dood van zijn overgrootvader in 1888 voor het eerst in de Duitse geschiedenis vier troongeneraties tegelijkertijd in leven waren. |
|            | Eitel Frederik  | 7 juli 1883       | 8 december 1942   | Huwde Sophie Charlotte van Oldenburg. |
|            | Adalbert        | 14 juli 1884      | 22 september 1948 | Huwde Adelheid Arna van Saksen-Meiningen. |
|            | August Wilhelm  | 29 januari 1887   | 25 maart 1949     | Huwde Alexandra van Sleeswijk-Holstein-Sonderburg-Glücksburg. |
|            | Oscar           | 27 juli 1888      | 27 januari 1958   | Huwde gravin Ina Marie van Bassewitz-Levetzow. |
|            | Joachim         | 17 december 1890  | 18 juli 1920      | Huwde Marie Auguste van Anhalt. Pleegde in 1920 zelfmoord. |
|            | Victoria Louise | 13 september 1892 | 11 december 1980  | Huwde Ernst August van Brunswijk. |

## Tweede huwelijk

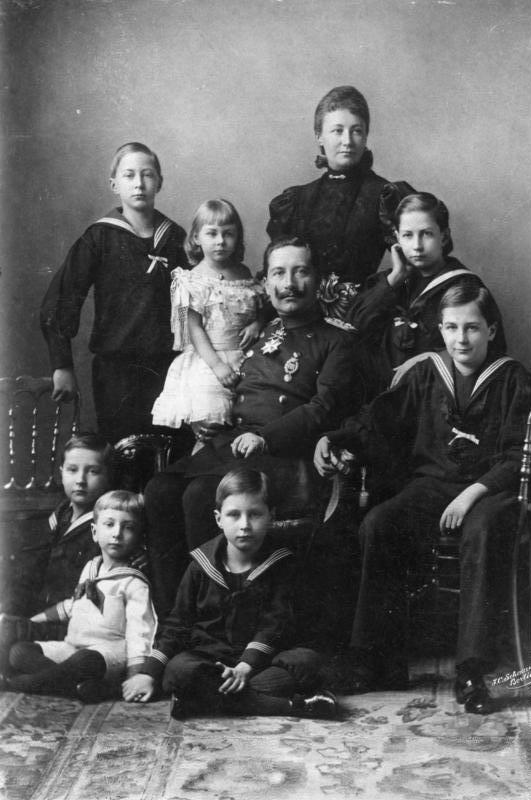
Wilhelm met zijn gezin in 1896 (vrouw en zeven kinderen)

Na de dood van Augusta Victoria hertrouwde Wilhelm in 1922 met de weduwe prinses Hermine von Schoenaich-Carolath, geboren prinses Reuss oudere linie. Uit dit huwelijk zijn geen kinderen geboren.
Toen Wilhelm met Hermine trouwde was hij al lang geen keizer meer. Toch moest de hele hoffelijke staf in Huis Doorn Hermine 'keizerin' noemen, iets wat ze nooit geweest is.

## Titels
Wilhelms titels luidden volledig:
- Duits keizer en koning van Pruisen
- markgraaf van Brandenburg
- burggraaf van Neurenberg
- graaf van Hohenzollern
- soeverein en eerste hertog van Silezië en ook het graafschap Glatz
- groothertog van Beneden-Rijn en Posen
- hertog van Saksen, Westfalen en Engern, van Pommeren, Lüneburg, Holstein, Sleeswijk, van Maagdeburg, Bremen, Geldern, Kleef, Gulik en Berg en ook hertog van de Wenden en Kasjoeben, hertog in Crossen an der Oder, Lauenburg en Mecklenburg
- landgraaf van Hessen en Thüringen
- markgraaf van de Ober- en Niederlausitz
- prins van Oranje
- vorst van Rügen, Oost-Friesland, Paderborn en Pyrmont, van Halberstadt, Münster, Minden, Osnabrück, Hildesheim, van Verden, Kammin, Fulda, Nassau en Moers
- vorstelijk graaf van Henneberg
- graaf van Mark en Ravensberg, van Hohnstein, Tecklenburg en Lingen, van Mansfeld, Sigmaringen en Veringen
- heer van Frankfurt

## Onderscheidingen
De keizer werd door koning Willem III onderscheiden met het Grootkruis in de Militaire Willems-Orde (8 september 1889). Hij droeg ook het Grootkruis in de Orde van de Nederlandse Leeuw (28 juli 1878) en het Grootkruis in de Huisorde van Oranje (4 mei 1905).
De Duitse keizer was het laatste staatshoofd dat de Militaire Willems-Orde "uit beleefdheid" ontving. Zijn benoeming in de Huisorde van Oranje hangt samen met een familieband; de keizer was met zijn oranje lint van de huisorde zeer ingenomen. Ook de Pruisische koningen waren Prinsen van Oranje. Wilhelm II stamt af van Frederik Hendrik van Oranje, via diens oudste dochter Louise Henriëtte van Nassau. Haar jongere zuster Albertine Agnes van Nassau was gehuwd met Willem Frederik van Nassau-Dietz. Via Albertine Agnes stamt koning Willem-Alexander rechtstreeks af van Willem van Oranje. In 1732 sloten de Friese Nassaus en de Duitse Hohenzollerns een familieverdrag over het voeren van de titel van Prins van Oranje, die daarna door beide vorstenhuizen werd gedragen. De titel werd sinds 1702, na het kinderloos overlijden van Willem III van Oranje, de laatste soevereine prins van Oranje, al door beide families concurrerend gedragen.
In 1884 verleende Leopold II van België zijn Duitse collega het Grootlint in de Leopoldsorde.

## Kwartierstaat
| Frederik Willem III van Pruisen (1770-1840) | Frederik Willem III van Pruisen (1770-1840) | Frederik Willem III van Pruisen (1770-1840) | Frederik Willem III van Pruisen (1770-1840) | Frederik Willem III van Pruisen (1770-1840) | Frederik Willem III van Pruisen (1770-1840) | Louise van Mecklenburg-Strelitz (1776-1810) | Louise van Mecklenburg-Strelitz (1776-1810) | Louise van Mecklenburg-Strelitz (1776-1810) | Louise van Mecklenburg-Strelitz (1776-1810) | Louise van Mecklenburg-Strelitz (1776-1810) | Louise van Mecklenburg-Strelitz (1776-1810) |                                        |                                        | Karel Frederik van Saksen-Weimar-Eisenach (1783-1853) | Karel Frederik van Saksen-Weimar-Eisenach (1783-1853) | Karel Frederik van Saksen-Weimar-Eisenach (1783-1853) | Karel Frederik van Saksen-Weimar-Eisenach (1783-1853) | Karel Frederik van Saksen-Weimar-Eisenach (1783-1853) | Karel Frederik van Saksen-Weimar-Eisenach (1783-1853) | Maria Pavlovna van Rusland (1786-1859)         | Maria Pavlovna van Rusland (1786-1859)         | Maria Pavlovna van Rusland (1786-1859) | Maria Pavlovna van Rusland (1786-1859) | Maria Pavlovna van Rusland (1786-1859) | Maria Pavlovna van Rusland (1786-1859) |                                  |                                  | Ernst I van Saksen-Coburg en Gotha (1784-1844) | Ernst I van Saksen-Coburg en Gotha (1784-1844) | Ernst I van Saksen-Coburg en Gotha (1784-1844) | Ernst I van Saksen-Coburg en Gotha (1784-1844) | Ernst I van Saksen-Coburg en Gotha (1784-1844) | Ernst I van Saksen-Coburg en Gotha (1784-1844) | Louise van Saksen-Gotha-Altenburg (1800-1831) | Louise van Saksen-Gotha-Altenburg (1800-1831) | Louise van Saksen-Gotha-Altenburg (1800-1831) | Louise van Saksen-Gotha-Altenburg (1800-1831) | Louise van Saksen-Gotha-Altenburg (1800-1831)   | Louise van Saksen-Gotha-Altenburg (1800-1831)   |                                                 |                                                 | Eduard August van Kent (1767-1820)              | Eduard August van Kent (1767-1820)              | Eduard August van Kent (1767-1820)               | Eduard August van Kent (1767-1820)               | Eduard August van Kent (1767-1820)               | Eduard August van Kent (1767-1820)               | Victoire van Saksen-Coburg-Saalfeld ((1786-1861) | Victoire van Saksen-Coburg-Saalfeld ((1786-1861) | Victoire van Saksen-Coburg-Saalfeld ((1786-1861) | Victoire van Saksen-Coburg-Saalfeld ((1786-1861) | Victoire van Saksen-Coburg-Saalfeld ((1786-1861) | Victoire van Saksen-Coburg-Saalfeld ((1786-1861) |  |  |  |  |  |  |  |  |  |  |  |  |  |  |  |  |  |  |  |  |  |  |  |  |  |  |  |  |  |  |  |  |  |  |  |  |  |  |  |  |  |  |  |  |  |  |  |  |
| Frederik Willem III van Pruisen (1770-1840) | Frederik Willem III van Pruisen (1770-1840) | Frederik Willem III van Pruisen (1770-1840) | Frederik Willem III van Pruisen (1770-1840) | Frederik Willem III van Pruisen (1770-1840) | Frederik Willem III van Pruisen (1770-1840) | Louise van Mecklenburg-Strelitz (1776-1810) | Louise van Mecklenburg-Strelitz (1776-1810) | Louise van Mecklenburg-Strelitz (1776-1810) | Louise van Mecklenburg-Strelitz (1776-1810) | Louise van Mecklenburg-Strelitz (1776-1810) | Louise van Mecklenburg-Strelitz (1776-1810) |                                        |                                        | Karel Frederik van Saksen-Weimar-Eisenach (1783-1853) | Karel Frederik van Saksen-Weimar-Eisenach (1783-1853) | Karel Frederik van Saksen-Weimar-Eisenach (1783-1853) | Karel Frederik van Saksen-Weimar-Eisenach (1783-1853) | Karel Frederik van Saksen-Weimar-Eisenach (1783-1853) | Karel Frederik van Saksen-Weimar-Eisenach (1783-1853) | Maria Pavlovna van Rusland (1786-1859)         | Maria Pavlovna van Rusland (1786-1859)         | Maria Pavlovna van Rusland (1786-1859) | Maria Pavlovna van Rusland (1786-1859) | Maria Pavlovna van Rusland (1786-1859) | Maria Pavlovna van Rusland (1786-1859) |                                  |                                  | Ernst I van Saksen-Coburg en Gotha (1784-1844) | Ernst I van Saksen-Coburg en Gotha (1784-1844) | Ernst I van Saksen-Coburg en Gotha (1784-1844) | Ernst I van Saksen-Coburg en Gotha (1784-1844) | Ernst I van Saksen-Coburg en Gotha (1784-1844) | Ernst I van Saksen-Coburg en Gotha (1784-1844) | Louise van Saksen-Gotha-Altenburg (1800-1831) | Louise van Saksen-Gotha-Altenburg (1800-1831) | Louise van Saksen-Gotha-Altenburg (1800-1831) | Louise van Saksen-Gotha-Altenburg (1800-1831) | Louise van Saksen-Gotha-Altenburg (1800-1831)   | Louise van Saksen-Gotha-Altenburg (1800-1831)   |                                                 |                                                 | Eduard August van Kent (1767-1820)              | Eduard August van Kent (1767-1820)              | Eduard August van Kent (1767-1820)               | Eduard August van Kent (1767-1820)               | Eduard August van Kent (1767-1820)               | Eduard August van Kent (1767-1820)               | Victoire van Saksen-Coburg-Saalfeld ((1786-1861) | Victoire van Saksen-Coburg-Saalfeld ((1786-1861) | Victoire van Saksen-Coburg-Saalfeld ((1786-1861) | Victoire van Saksen-Coburg-Saalfeld ((1786-1861) | Victoire van Saksen-Coburg-Saalfeld ((1786-1861) | Victoire van Saksen-Coburg-Saalfeld ((1786-1861) |  |  |  |  |  |  |  |  |  |  |  |  |  |  |  |  |  |  |  |  |  |  |  |  |  |  |  |  |  |  |  |  |  |  |  |  |  |  |  |  |  |  |  |  |  |  |  |  |
|                                             |                                             |                                             |                                             |                                             |                                             |                                             |                                             |                                             |                                             |                                             |                                             |                                        |                                        |                                                       |                                                       |                                                       |                                                       |                                                       |                                                       |                                                |                                                |                                        |                                        |                                        |                                        |                                  |                                  |                                                |                                                |                                                |                                                |                                                |                                                |                                               |                                               |                                               |                                               |                                                 |                                                 |                                                 |                                                 |                                                 |                                                 |                                                  |                                                  |                                                  |                                                  |                                                  |                                                  |                                                  |                                                  |                                                  |                                                  |  |  |  |  |  |  |  |  |  |  |  |  |  |  |  |  |  |  |  |  |  |  |  |  |  |  |  |  |  |  |  |  |  |  |  |  |  |  |  |  |  |  |  |  |  |  |  |  |
|                                             |                                             |                                             |                                             | Wilhelm I van Duitsland (1797-1888)         | Wilhelm I van Duitsland (1797-1888)         | Wilhelm I van Duitsland (1797-1888)         | Wilhelm I van Duitsland (1797-1888)         | Wilhelm I van Duitsland (1797-1888)         | Wilhelm I van Duitsland (1797-1888)         |                                             |                                             |                                        |                                        |                                                       |                                                       | Augusta van Saksen-Weimar-Eisenach (1811-1890)        | Augusta van Saksen-Weimar-Eisenach (1811-1890)        | Augusta van Saksen-Weimar-Eisenach (1811-1890)        | Augusta van Saksen-Weimar-Eisenach (1811-1890)        | Augusta van Saksen-Weimar-Eisenach (1811-1890) | Augusta van Saksen-Weimar-Eisenach (1811-1890) |                                        |                                        |                                        |                                        |                                  |                                  |                                                |                                                |                                                |                                                | Albert van Saksen-Coburg en Gotha (1819-1861)  | Albert van Saksen-Coburg en Gotha (1819-1861)  | Albert van Saksen-Coburg en Gotha (1819-1861) | Albert van Saksen-Coburg en Gotha (1819-1861) | Albert van Saksen-Coburg en Gotha (1819-1861) | Albert van Saksen-Coburg en Gotha (1819-1861) |                                                 |                                                 |                                                 |                                                 |                                                 |                                                 | Victoria van het Verenigd Koninkrijk (1819-1901) | Victoria van het Verenigd Koninkrijk (1819-1901) | Victoria van het Verenigd Koninkrijk (1819-1901) | Victoria van het Verenigd Koninkrijk (1819-1901) | Victoria van het Verenigd Koninkrijk (1819-1901) | Victoria van het Verenigd Koninkrijk (1819-1901) |                                                  |                                                  |                                                  |                                                  |  |  |  |  |  |  |  |  |  |  |  |  |  |  |  |  |  |  |  |  |  |  |  |  |  |  |  |  |  |  |  |  |  |  |  |  |  |  |  |  |  |  |  |  |  |  |  |  |
|                                             |                                             |                                             |                                             | Wilhelm I van Duitsland (1797-1888)         | Wilhelm I van Duitsland (1797-1888)         | Wilhelm I van Duitsland (1797-1888)         | Wilhelm I van Duitsland (1797-1888)         | Wilhelm I van Duitsland (1797-1888)         | Wilhelm I van Duitsland (1797-1888)         |                                             |                                             |                                        |                                        |                                                       |                                                       | Augusta van Saksen-Weimar-Eisenach (1811-1890)        | Augusta van Saksen-Weimar-Eisenach (1811-1890)        | Augusta van Saksen-Weimar-Eisenach (1811-1890)        | Augusta van Saksen-Weimar-Eisenach (1811-1890)        | Augusta van Saksen-Weimar-Eisenach (1811-1890) | Augusta van Saksen-Weimar-Eisenach (1811-1890) |                                        |                                        |                                        |                                        |                                  |                                  |                                                |                                                |                                                |                                                | Albert van Saksen-Coburg en Gotha (1819-1861)  | Albert van Saksen-Coburg en Gotha (1819-1861)  | Albert van Saksen-Coburg en Gotha (1819-1861) | Albert van Saksen-Coburg en Gotha (1819-1861) | Albert van Saksen-Coburg en Gotha (1819-1861) | Albert van Saksen-Coburg en Gotha (1819-1861) |                                                 |                                                 |                                                 |                                                 |                                                 |                                                 | Victoria van het Verenigd Koninkrijk (1819-1901) | Victoria van het Verenigd Koninkrijk (1819-1901) | Victoria van het Verenigd Koninkrijk (1819-1901) | Victoria van het Verenigd Koninkrijk (1819-1901) | Victoria van het Verenigd Koninkrijk (1819-1901) | Victoria van het Verenigd Koninkrijk (1819-1901) |                                                  |                                                  |                                                  |                                                  |  |  |  |  |  |  |  |  |  |  |  |  |  |  |  |  |  |  |  |  |  |  |  |  |  |  |  |  |  |  |  |  |  |  |  |  |  |  |  |  |  |  |  |  |  |  |  |  |
|                                             |                                             |                                             |                                             |                                             |                                             |                                             |                                             |                                             |                                             | Frederik III van Duitsland (1831-1888)      | Frederik III van Duitsland (1831-1888)      | Frederik III van Duitsland (1831-1888) | Frederik III van Duitsland (1831-1888) | Frederik III van Duitsland (1831-1888)                | Frederik III van Duitsland (1831-1888)                |                                                       |                                                       |                                                       |                                                       |                                                |                                                |                                        |                                        |                                        |                                        |                                  |                                  |                                                |                                                |                                                |                                                |                                                |                                                |                                               |                                               |                                               |                                               | Victoria van Saksen-Coburg en Gotha (1840-1901) | Victoria van Saksen-Coburg en Gotha (1840-1901) | Victoria van Saksen-Coburg en Gotha (1840-1901) | Victoria van Saksen-Coburg en Gotha (1840-1901) | Victoria van Saksen-Coburg en Gotha (1840-1901) | Victoria van Saksen-Coburg en Gotha (1840-1901) |                                                  |                                                  |                                                  |                                                  |                                                  |                                                  |                                                  |                                                  |                                                  |                                                  |  |  |  |  |  |  |  |  |  |  |  |  |  |  |  |  |  |  |  |  |  |  |  |  |  |  |  |  |  |  |  |  |  |  |  |  |  |  |  |  |  |  |  |  |  |  |  |  |
|                                             |                                             |                                             |                                             |                                             |                                             |                                             |                                             |                                             |                                             | Frederik III van Duitsland (1831-1888)      | Frederik III van Duitsland (1831-1888)      | Frederik III van Duitsland (1831-1888) | Frederik III van Duitsland (1831-1888) | Frederik III van Duitsland (1831-1888)                | Frederik III van Duitsland (1831-1888)                |                                                       |                                                       |                                                       |                                                       |                                                |                                                |                                        |                                        |                                        |                                        |                                  |                                  |                                                |                                                |                                                |                                                |                                                |                                                |                                               |                                               |                                               |                                               | Victoria van Saksen-Coburg en Gotha (1840-1901) | Victoria van Saksen-Coburg en Gotha (1840-1901) | Victoria van Saksen-Coburg en Gotha (1840-1901) | Victoria van Saksen-Coburg en Gotha (1840-1901) | Victoria van Saksen-Coburg en Gotha (1840-1901) | Victoria van Saksen-Coburg en Gotha (1840-1901) |                                                  |                                                  |                                                  |                                                  |                                                  |                                                  |                                                  |                                                  |                                                  |                                                  |  |  |  |  |  |  |  |  |  |  |  |  |  |  |  |  |  |  |  |  |  |  |  |  |  |  |  |  |  |  |  |  |  |  |  |  |  |  |  |  |  |  |  |  |  |  |  |  |
|                                             |                                             |                                             |                                             |                                             |                                             |                                             |                                             |                                             |                                             |                                             |                                             |                                        |                                        |                                                       |                                                       |                                                       |                                                       |                                                       |                                                       |                                                |                                                |                                        |                                        |                                        |                                        |                                  |                                  |                                                |                                                |                                                |                                                |                                                |                                                |                                               |                                               |                                               |                                               |                                                 |                                                 |                                                 |                                                 |                                                 |                                                 |                                                  |                                                  |                                                  |                                                  |                                                  |                                                  |                                                  |                                                  |                                                  |                                                  |  |  |  |  |  |  |  |  |  |  |  |  |  |  |  |  |  |  |  |  |  |  |  |  |  |  |  |  |  |  |  |  |  |  |  |  |  |  |  |  |  |  |  |  |  |  |  |  |
|                                             |                                             |                                             |                                             |                                             |                                             |                                             |                                             |                                             |                                             |                                             |                                             |                                        |                                        |                                                       |                                                       |                                                       |                                                       |                                                       |                                                       |                                                |                                                |                                        |                                        |                                        |                                        |                                  |                                  |                                                |                                                |                                                |                                                |                                                |                                                |                                               |                                               |                                               |                                               |                                                 |                                                 |                                                 |                                                 |                                                 |                                                 |                                                  |                                                  |                                                  |                                                  |                                                  |                                                  |                                                  |                                                  |                                                  |                                                  |  |  |  |  |  |  |  |  |  |  |  |  |  |  |  |  |  |  |  |  |  |  |  |  |  |  |  |  |  |  |  |  |  |  |  |  |  |  |  |  |  |  |  |  |  |  |  |  |
| Wilhelm II van Duitsland (1859-1941)        | Wilhelm II van Duitsland (1859-1941)        | Wilhelm II van Duitsland (1859-1941)        | Wilhelm II van Duitsland (1859-1941)        | Wilhelm II van Duitsland (1859-1941)        | Wilhelm II van Duitsland (1859-1941)        |                                             |                                             | Charlotte van Pruisen (1860-1919)           | Charlotte van Pruisen (1860-1919)           | Charlotte van Pruisen (1860-1919)           | Charlotte van Pruisen (1860-1919)           | Charlotte van Pruisen (1860-1919)      | Charlotte van Pruisen (1860-1919)      |                                                       |                                                       | Hendrik van Pruisen (1862-1929)                       | Hendrik van Pruisen (1862-1929)                       | Hendrik van Pruisen (1862-1929)                       | Hendrik van Pruisen (1862-1929)                       | Hendrik van Pruisen (1862-1929)                | Hendrik van Pruisen (1862-1929)                |                                        |                                        | Victoria van Pruisen (1866-1929)       | Victoria van Pruisen (1866-1929)       | Victoria van Pruisen (1866-1929) | Victoria van Pruisen (1866-1929) | Victoria van Pruisen (1866-1929)               | Victoria van Pruisen (1866-1929)               |                                                |                                                | Sophie van Pruisen (1870-1932)                 | Sophie van Pruisen (1870-1932)                 | Sophie van Pruisen (1870-1932)                | Sophie van Pruisen (1870-1932)                | Sophie van Pruisen (1870-1932)                | Sophie van Pruisen (1870-1932)                |                                                 |                                                 | Margaretha van Pruisen (1872-1954)              | Margaretha van Pruisen (1872-1954)              | Margaretha van Pruisen (1872-1954)              | Margaretha van Pruisen (1872-1954)              | Margaretha van Pruisen (1872-1954)               | Margaretha van Pruisen (1872-1954)               |                                                  |                                                  | 2 jong overleden broers                          | 2 jong overleden broers                          | 2 jong overleden broers                          | 2 jong overleden broers                          | 2 jong overleden broers                          | 2 jong overleden broers                          |  |  |  |  |  |  |  |  |  |  |  |  |  |  |  |  |  |  |  |  |  |  |  |  |  |  |  |  |  |  |  |  |  |  |  |  |  |  |  |  |  |  |  |  |  |  |  |  |